# Liste von Gemälden und Grafiken zum Ersten Weltkrieg

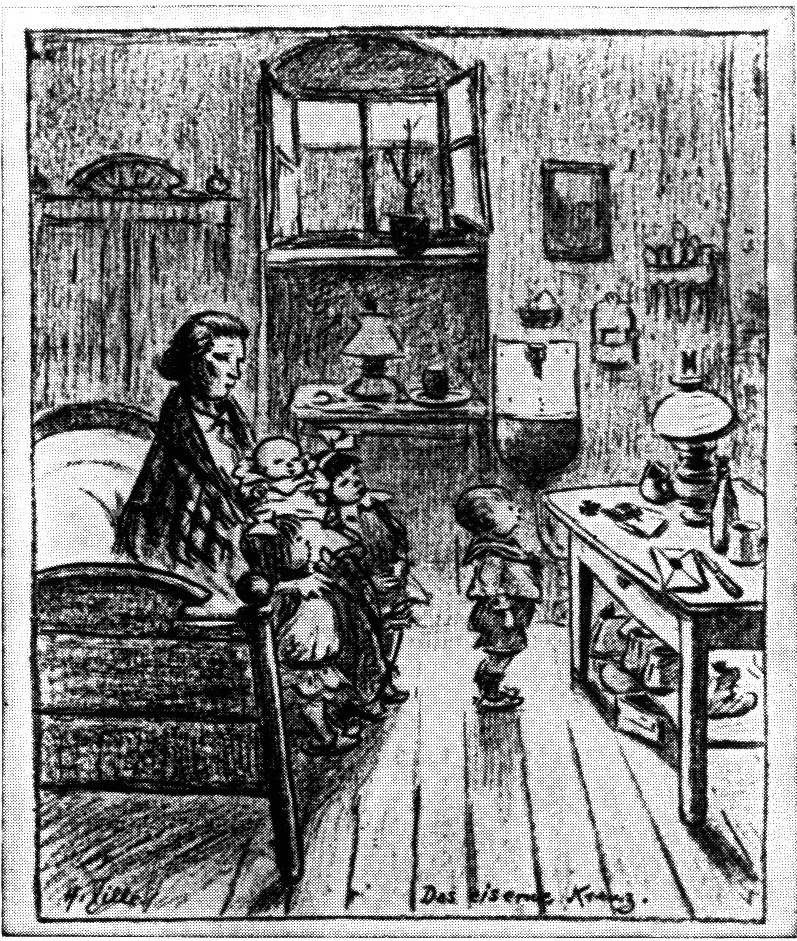
Heinrich Zille: Das Eiserne Kreuz

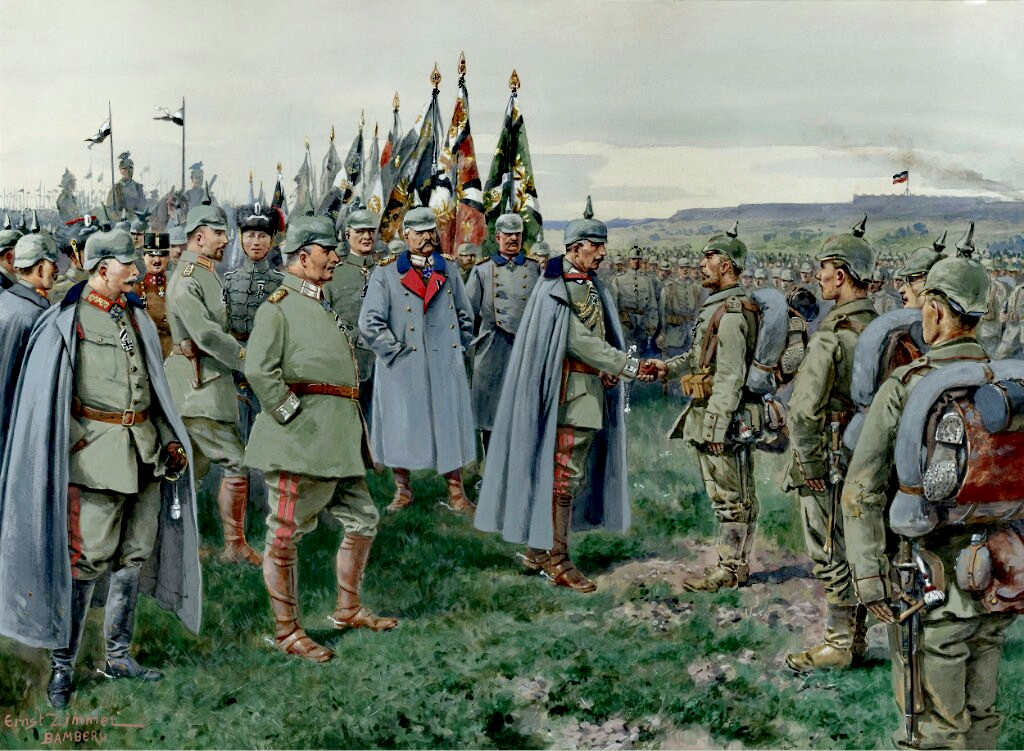
Ernst Zimmer: Der Kaiser verleiht den Helden von Nowo-Georgiewsk das Eiserne Kreuz

Die Liste der Gemälde und Grafiken zum Ersten Weltkrieg führt Werke freischaffender Künstler und Kriegsmaler auf, die im Bezug zum Ersten Weltkrieg stehen.

## Künstler und Werke

### A
- Richard Benno Adam (Kriegsmaler)
  - Attacke der bayerischen Ulanen bei Lagarde, Öl auf Leinwand, 84 × 141 cm, 1918, Bayerisches Armeemuseum
  - Verbrannte Pferde, Öl auf Karton, 20,4 × 32,3 cm, 1916, Bayerisches Armeemuseum
  - Ausblick aus dem Gefechtsstand der 2. bayer. Infanterie-Division bei Maison Rouge, Öl auf Karton, 92 × 71 cm, 1917, Bayerisches Armeemuseum
  - Kriegsgefangene in ihrer Unterkunft, Öl auf Karton, 92 × 71 cm, 1918, Bayerisches Armeemuseum

- Josef Albers
  - Zwei Soldaten mit Marschgepäck, um 1915, Lithografie, Sammlung Gerhard Schäfer/Bürgerstiftung Solingen

- Guillaume Apollinaire
  - Le brigadier marqué, Le pas de l'embusqué et Sans titre (Der maskierte Brigadier, Auf ruhigem Posten und Unbenannt), Triptychon, 1915-6,  Centre Mondial de la Paix, Verdun.

### B
- Hans Baluschek
  - Mappe Der Krieg 1914–1916 (22 Bilder)

- Carl Bantzer

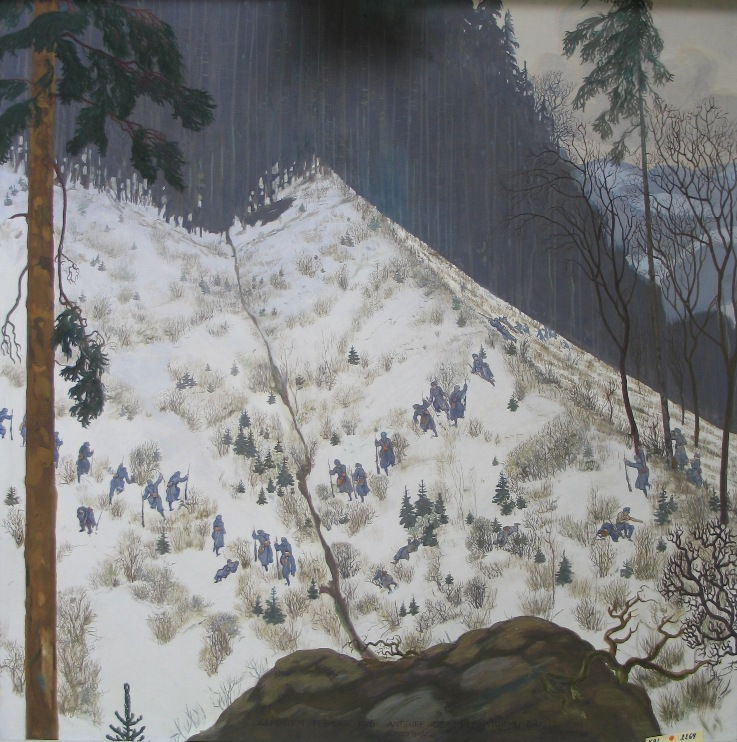
Alfred Basel: Kämpfe in den Karpaten (1915)

  - Stellung in Berry au Bac, 1915, Kreidezeichnung
  - Zerstörte Kapelle in La Ville aux Bois, 1915, Bleistiftzeichnung

- Ernst Barlach
  - Aus einem neuzeitlichen Totentanz, Lithografien zu „Der Bildermann“, Sammlung Gerhard Schneider

- Alfred Basel
  - Erstürmung von Stary Korczyn durch das Landsturminfanterieregiment Nr. 1, 22. Dez. 1914, Tempera auf Leinwand, 99 × 99 cm, Heeresgeschichtliches Museum, Wien.
  - Kämpfe in den Karpaten, 1915
  - Nach dem Durchbruch am Tagliamento, 1918

- Max Beckmann
  - Der Kriegsausbruch, 1914, Radierung, 19,8 × 24,8 cm.
  - Selbstbildnis als Krankenpfleger, 1915, Öl auf Leinwand, 55,5 × 38,5 cm, Von der Heydt-Museum
  - Die Granate, 1915, Radierung auf Papier, 38 × 28,8 cm.
  - Die Operation, 1914, Radierung auf Papier, 29,8 × 43,4 cm.
  - Das Leichenschauhaus, 1915, Radierung, 27,5 × 35,7 .
  - Auferstehung, 1918,  Öl auf Leinwand, 345 × 497 cm, Staatsgalerie Stuttgart.

- Claus Bergen (Marinemaler)
  - Seeschacht am Skagerrak, Öl auf Leinwand, 50 × 77 cm, 1916 (?), Bayerisches Armeemuseum
  - Ansprache Kaiser Wilhelm II. an Teilnehmer der Skagerrak-Schlacht 15. Juni 1916, Öl auf Leinwand, 77 × 104 cm, 1916, Bayerisches Armeemuseum
  - U53 auf der Fahrt nach Amerika, Öl auf Leinwand, 178 × 241 cm, 1918, Bayerisches Armeemuseum

- Max Bernuth
  - Denkt an unsere Krieger, 1915, Lithografie

- Hans Bertle
  - Behelfsverbandplatz 1915, Öl auf Leinwand 113 × 195 cm, 1915, Bayerisches Armeemuseum
  - Gefangennahme Cesare Battistis und Fabio Filzis auf dem Monte Corno 1916, Öl auf Leinwand, 1916 Tiroler Landesmuseum

- Bruno Beye
  - Triumph des Todes I, 1918, Holzschnitt, Sammlung Gerhard Schneider / Bürgerstiftung Solingen
  - Feuer (Offenbarung des Johannes), 1918, Holzschnitt, Sammlung Gerhard Schneider

- Umberto Boccioni
  - Charge de lanciers (Angriff der Lanzenreiter), 1915 Angriff der Lanzenreiter, 1915, Tempera und Collage auf Papier, 32 × 50 cm Sammlung Juncker, Mailand.

- Gerd Böhme
  - Tod in Uniform, um 1916, Lithografie, Sammlung Gerhard Schneider/Bürgerstiftung Solingen

- David Bomberg
  - Sappers at Work: A Canadian Tunnelling Company (Sapper bei der Arbeit: eine kanadische Einheit), 1. Fassung 1918–1919, Öl auf Leinwand, 304 × 224 cm, Tate Gallery, London./ 2. Fassung 1919, Öl auf Leinwand, 305 × 244 cm, National Gallery of Canada, Ottawa.

- Pierre Bonnard
  - Un village en ruines près de Ham (Zerstörtes Dorfe bei Ham), 1917, Öl auf Leinwand, 63 × 85 cm, Musée d'histoire contemporaine - BDIC, Paris.

- Frank Brangwyn
  - Tank in Action, Ein Tank in Aktion, 1925–26, Tempera auf Leinwand, 366 × 376 cm, National Museum of Wales, Cardiff.

- Arnold Busch
  - Hauptmann Crato, 1915, Postkarte nach einer Zeichnung
  - Hauptmann Horn, 1915, Postkarte nach einer Zeichnung

- Erich Büttner
  - Nach der Bescherung, Lithografie, Beiblatt zu Kriegszeit 24. Dezember 1914
  - Wilhelm II., Lithografie, zu Kriegszeit Nr. 24, 27. Januar 1915, Titelblatt.
  - Im Argonner Wald, Lithografie zu Kriegszeit Nr. 42, 2. Juni 1915

### C
- Sydney Carline

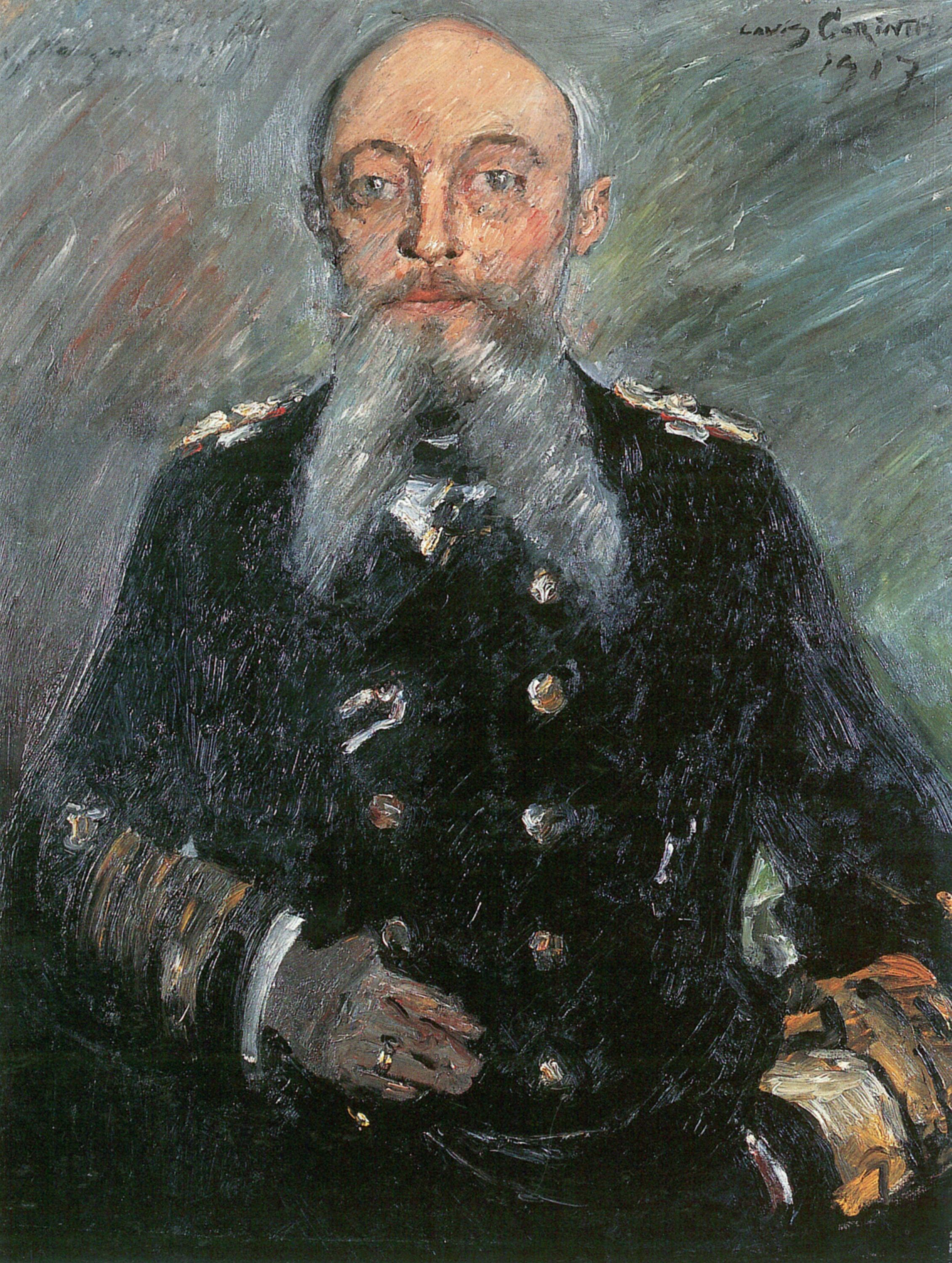
Lovis Corinth: Porträt des Großadmirals Alfred von Tirpitz, 1917

  - The Destruction of the Turkish Transport in the Gorge of the Wadi Fara, Palestine 1918(Zerstörung eines türkischen Transports in der Wadi-Fara Schlucht, Palästina 1918), 1920, Öl auf Leinwand, 120 × 120 cm, Imperial War Museum, London.

- Alexander M. Cay
  - Durch Arbeit zum Sieg, 1918, Farblithografie

- Marc Chagall
  - Soldat blessé  (Verwundeter), 1914, Feder und Tusche auf Papier, 22,3 × 17,2 cm, Tretjakow-Galerie, Moskau.

- George Clausen
  - In The Gun Foundry at Woolwich (Die Waffenschmiede im Arsenal von Woolwich)1918, Öl auf Leinwand, 182 × 317 cm, Imperial War Museum, London.

- Lovis Corinth
  - Bildnis Hermann Struck, 1915, Öl auf Leinwand, 80,5 × 59,5 cm, Städtische Galerie im Lenbachhaus, München.
  - Porträt des Großadmirals Alfred von Tirpitz, 1917
  - Kain, 1917

- Rudolf Czerny
  - Ankunft französischer Gefangener im Lager Lechfeld, Tempera auf Papier, 37,9 × 46,8 cm, September 1914, Bayerisches Armeemuseum

### D
- Heinrich Maria Davringhausen

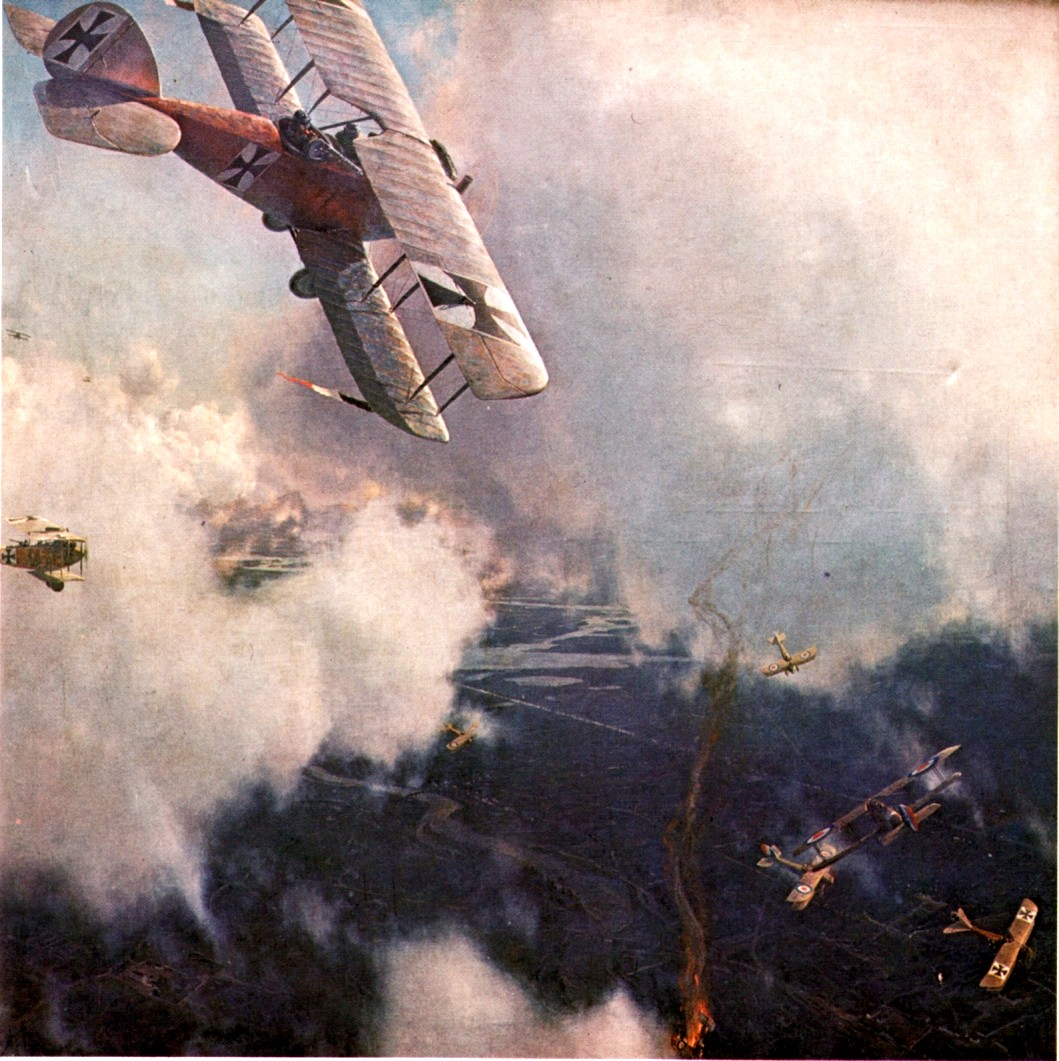
Michael Zeno Diemer: Luftkampf, 1918

  - Der Irre, 1916, Öl auf Leinwand, Westfälisches Landesmuseum für Kunst und Kulturgeschichte Münster

- Maurice Denis (Kriegsmaler)
  - Soirée calme en première ligne (Ruhiger Abend in vorderer Linie), 1917, Öl auf Leinwand, Musée d'histoire contemporaine - BDIC, Paris.

- Ludwig Dettmann
  - Skizze mit Schützen, 1915, Illustration aus: Das Land Goethes, 1916

- Michael Zeno Diemer
  - Luftkampf, Öl auf Leinwand, 200 × 200 cm, 1918, Bayerisches Armeemuseum

- Otto Dix
  - Selbstbildnis als Soldat, 1914, Öl auf Papier, beidseitig, 68 × 53,5 cm, Kunstmuseum Stuttgart.
  - Selbstbildnis mit Artillerie-Helm, 1914, Öl auf Papier, beidseitig, 68 × 53,5 cm, Kunstmuseum Stuttgart.
  - Selbstbildnis als Mars, 1914, Ölbild auf Leinwand, Städtische Sammlung Freital
  - Schützengraben, 1921–1923, Öl auf Juterupfen, 227 × 250, verschollen
  - Sturmtruppe geht unter Gas vor, 1924, Aquatinta, 35,3 × 47,5 cm, Deutsches Historisches Museum, Berlin.
  - Selbstbildnis als Schießscheibe, 1915, Öl auf Papier, 72 × 51 cm, Otto-Dix-Stiftung, Vaduz.
  - Mahlzeit in der Sappe (Lorretohöhe), 1924, Aquatinta, 35,3 × 47,5 cm, Deutsches Historisches Museum, Berlin.
  - Lichtsignale, 1917, Gouache auf Papier, 40,8 × 39,4 cm, Städtische Galerie Albstadt, Albstadt.
  - Gesehen am Steilhang von Cléry-sur-Somme, 1924, Graphik und Aquatinta, 35,3 × 47,5 cm, Historial de la Grande Guerre, Péronne.
  - Prager Straße, 1920, Öl und Collage auf Leinwand, 101 × 81 cm, Kunstmuseum Stuttgart, Stuttgart.
  - Triptychon „Der Krieg“, 1929–32, Tempera auf Holz, mittleres Tafelbild 204 × 204 cm, Seitenflügel jeweils 204 × 102 cm, Gemäldegalerie Neue Meister, Dresden.
  - Flandern (zum Roman Das Feuer von Henri Barbusse), 1934-6, Öl und Tempera auf Leinwand, 200 × 250 cm, Staatliche Museen Stiftung Preußischer Kulturbesitz, Berlin.
  - Schädel, 1924, Radierung, 25,5 × 19,5 cm, Historial de la Grande Guerre, Péronne.

- André Dunoyer de Segonzac
  - Préparation d'artillerie, section hors-bois, Lorraine, janvier 1915 (Trommelfeuer, Abteilung auf offenem Feld, Lothringen, Januar 1915), 1915, Tusche auf Papier, 21,5 × 30 cm, Musée d'Histoire Contemporaine - BDIC, Paris.

### E
- Josef Eberz

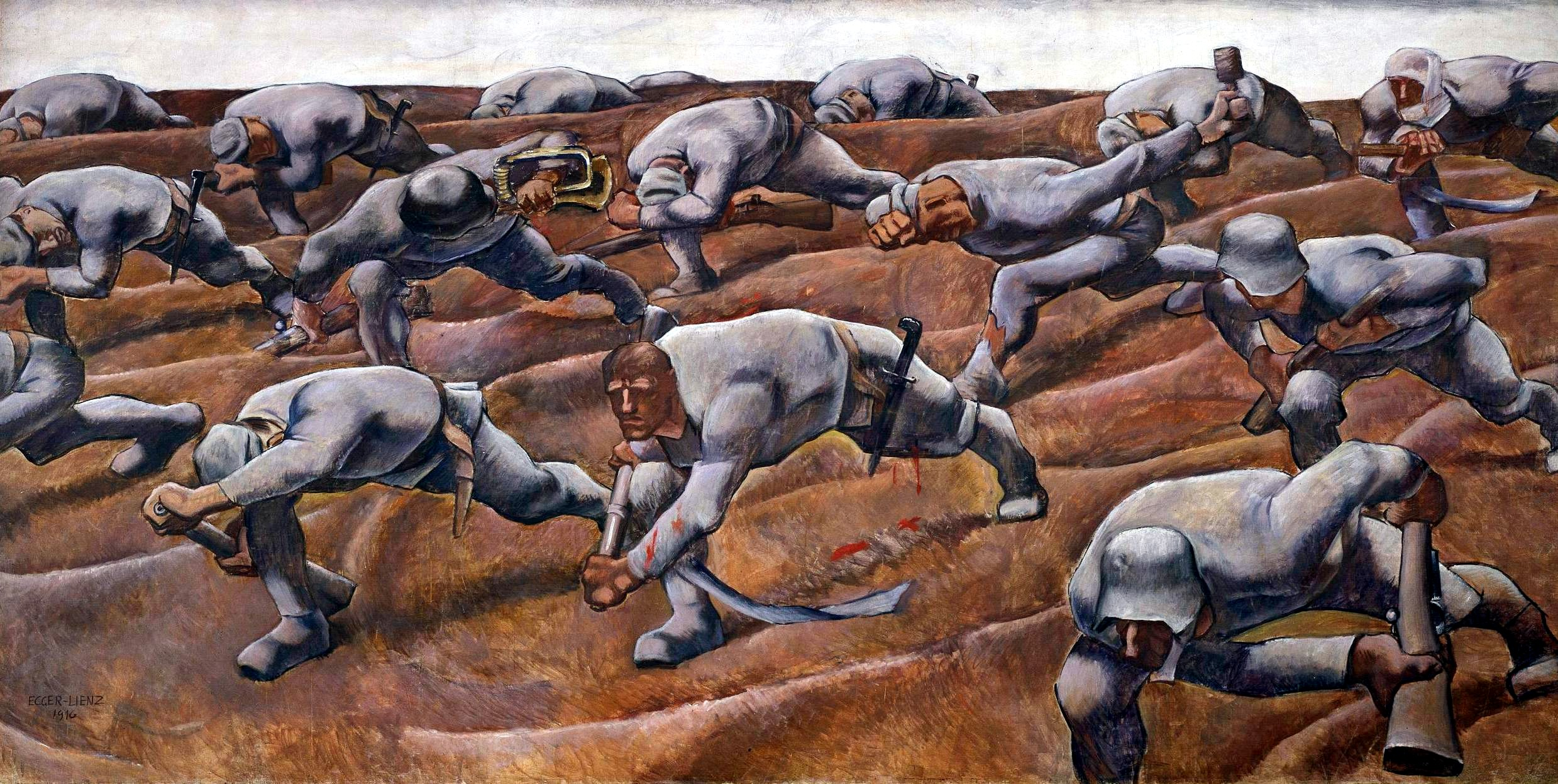
Albin Egger-Lienz: Den Namenlosen 1914 (1916)

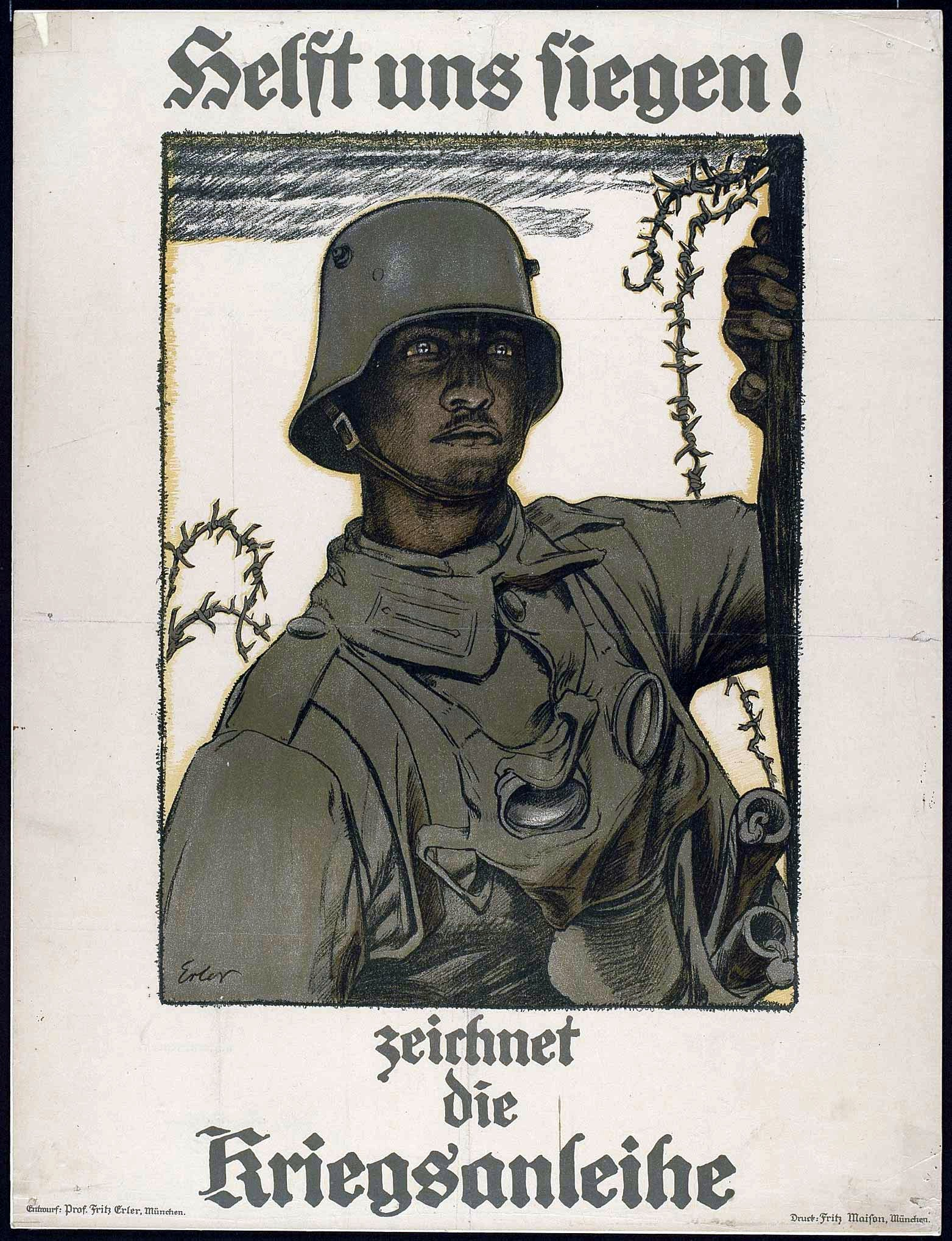
Fritz Erler: Helft uns siegen, 1917

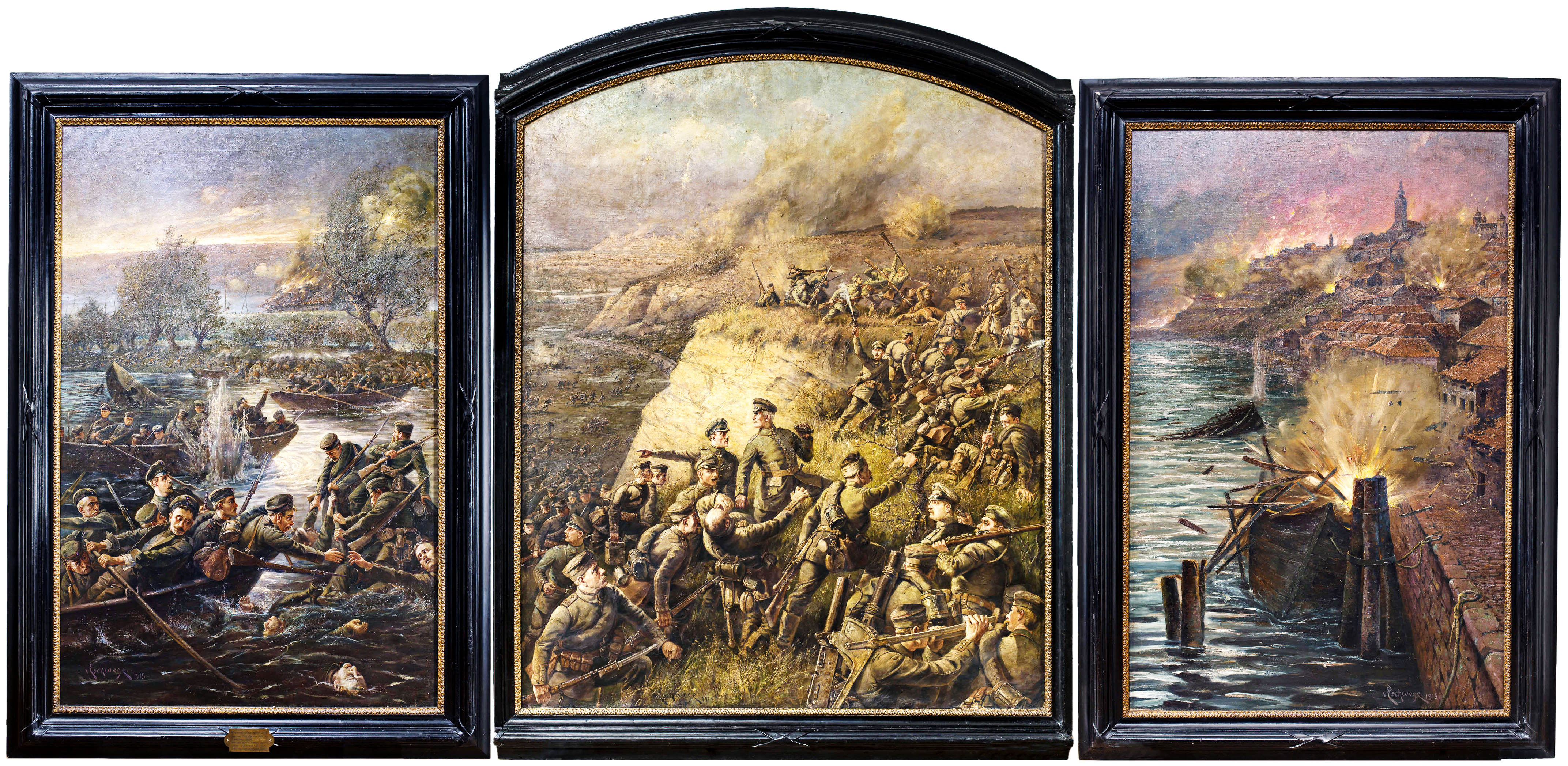
Elmar von Eschwege: Übergang über die Save bei Belgrad

  - Kämpfe, Mappe mit 15 Lithografien, Sammlung Gerhard Schneider/Bürgerstiftung Solingen

- Albin Egger-Lienz
  - Den Namenlosen 1914, 1916, Tempera auf Leinwand, 243 × 475 cm, Heeresgeschichtliches Museum, Wien.

- Erich Erler
  - Nächtlicher Anmarsch der Reserven, Radierung 48,4 × 33 cm, Bayerisches Armeemuseum
  - Anmarsch zur Stellung, Radierung 50 × 33,3 cm, Bayerisches Armeemuseum
  - Helft uns Siegen! 1917, Farblithografie
  - Kriegsanleihe-Plakat, 1917, Farblithografie

- Fritz Erler (Kriegsmaler)
  - Helft uns siegen, 1917
  - Vernehmung von Zivilgefangenen in der Zitadelle von Lille, Tempera auf Papier, 74 × 59,5 cm, Bayerisches Armeemuseum

- Elmar von Eschwege
  - Übergang über die Save bei Belgrad, 1915, Triptychon

### F
- Erich Feierabend
  - Heimkehrer, 1918, Holzschnitt, (Titelbild von Hindurch, Fritz Heyder Verlag, Berlin-Zehlendorf 1918)

- Friedrich Fennel
  - Vogesenwacht, 1914, Lithografie

- John Duncan Fergusson
  - Dockyard, Portsmouth, 1918, Öl auf Leinwand, 76,2 × 68,5 cm, Imperial War Museum, London.

- Otto Fischer-Trachau
  - Givenchy 1916 (Toter Franzmann im Drahtverhau), 1916, Tempera, Sammlung Gerhard Schäfer
  - Überraschender Handgranatenangriff auf der Gießlerhöhe Frühjahr 1916, 1916, Tempera, Sammlung Gerhard Schäfer
  - In der Bereitstellung bei Givenchy, Frühjahr  1916, 1917, Tempera, Sammlung Gerhard Schäfer
  - Die schweren Kämpfe im April 1917 bei Laffaux, 1917, Tempera in Schwarz, Sammlung Gerhard Schäfer
  - Der 16. April bei Laffaux, 1917, Tempera in Schwarz, Sammlung Gerhard Schäfer

- Richard Flockenhaus
  - Schlachtfeld (Totenfeld an der Aisne), 1918/23, Radierung, Sammlung Gerhard Schneider
  - Die Vertriebenen, 1918/23, Radierung, Sammlung Gerhard Schneider

- Erich Fraaß
  - Halbfigur mit erhobenen Kopf, um 1918, Tuschpinselzeichnung, Sammlung Gerhard Schneider

- Fritz Fuhrken

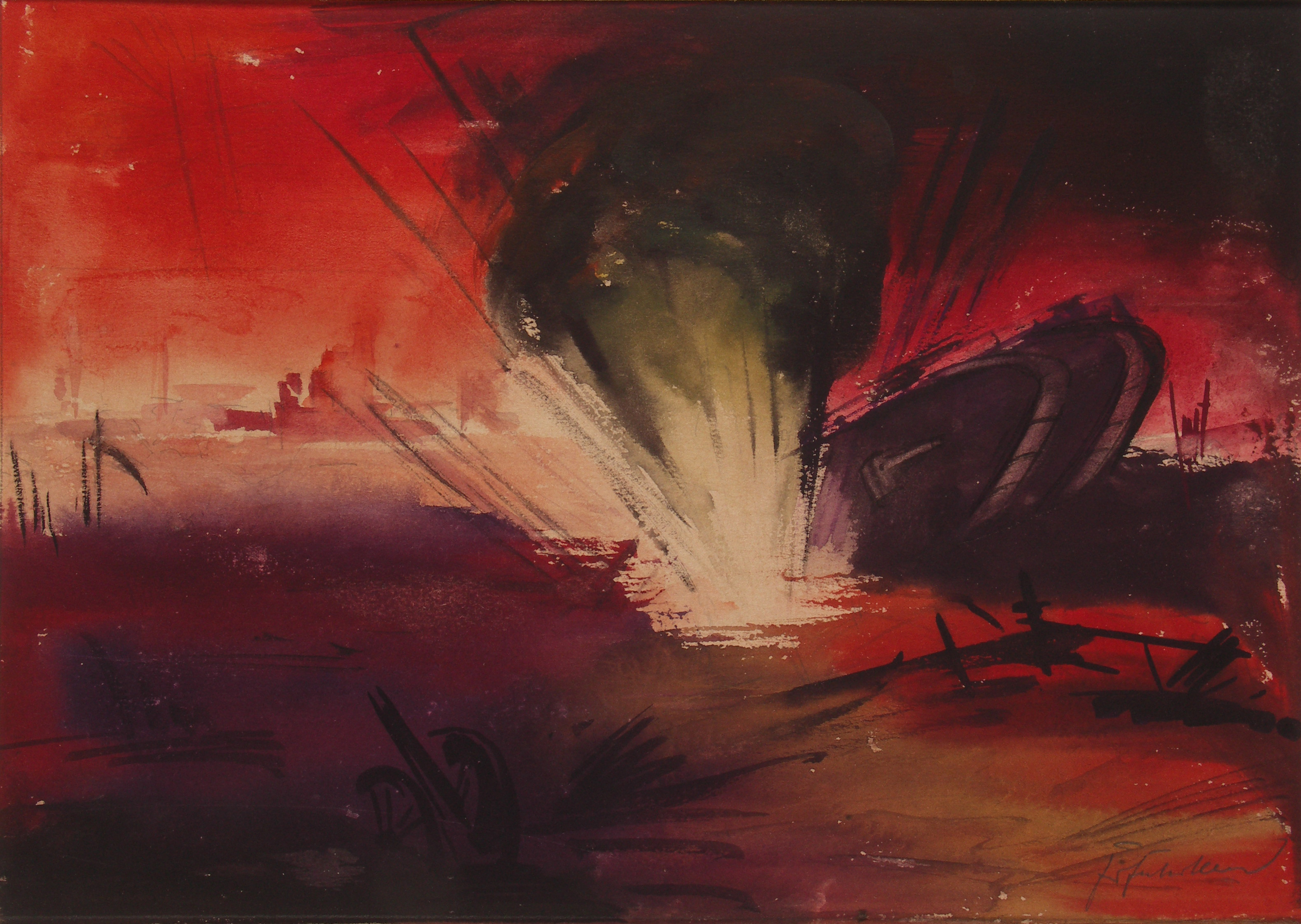
Fritz Fuhrken: Englische Panzeroffensive vom 8. August 1918 bei Amiens/Somme und Tag der Gefangennahme. Aquarell entstand 1918 im Camp Colsterdale/Yorkshire.

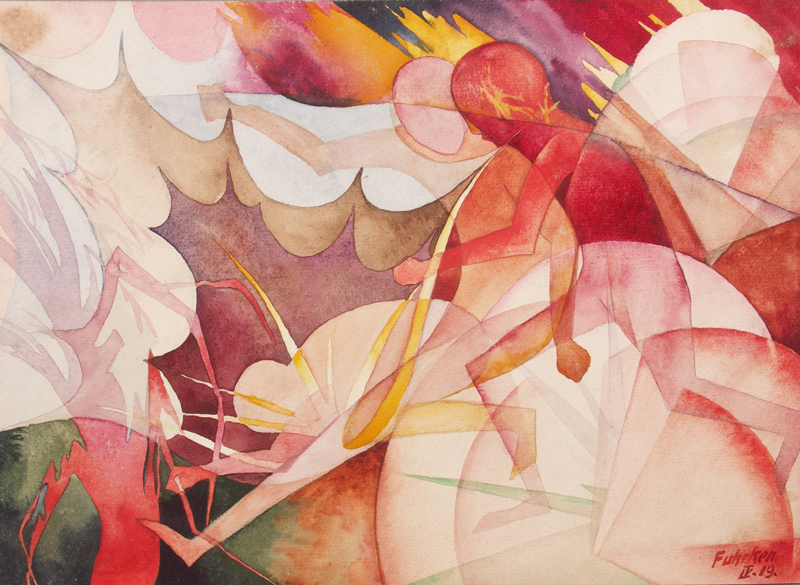
Fritz Fuhrken: Im Granatfeuer, Kämpfe an der Somme 1918. Aquarell (Futorismus) entstand im April 1919, Camp Colsterdale/Yorkshire.

  - Granate trifft Panzer, 1918, Aquarell
  - Zerstörte Stadt, 1918, Aquarell, Sammlung Gerhard Schneider
  - Im Granatfeuer, 1919, Aquarell

### G
- Henri Gaudier-Brzeska

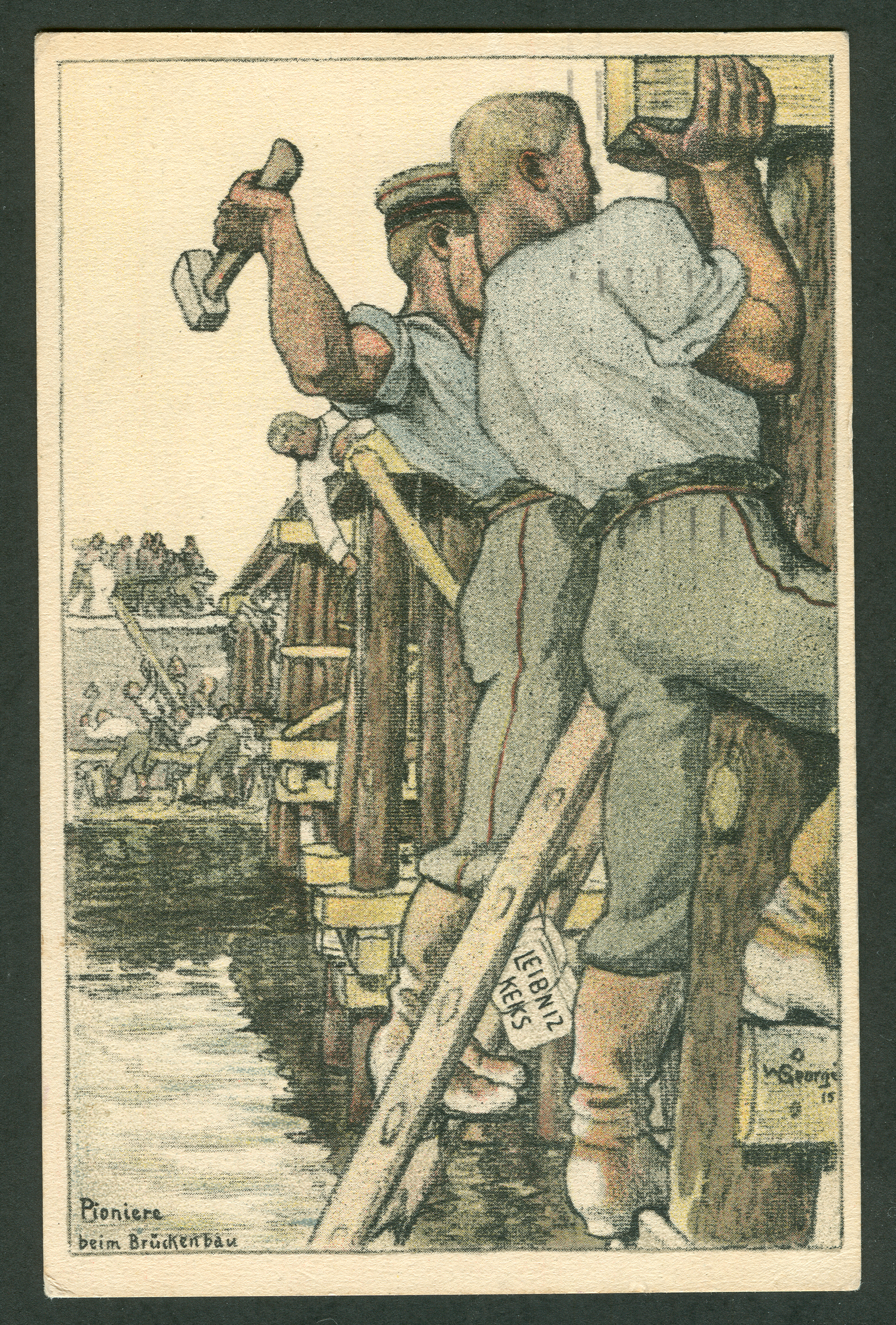
Walter Georgi: Feldpostkarten-Serie Georgis für Bahlsen: „Pioniere beim Brückenbau“

  - La mitrailleuse en action (Maschinengewehr gibt Feuer), 1915, Bleistift auf Papier, 28 × 22 cm, Musée National d’Art Moderne, Paris.
  - Un de nos obus explose (Eines unserer Geschosse schlägt ein), 1915, Bleistift auf Papier, 22 × 28,5 cm, Musée National d’Art Moderne, Paris.

- Willi Geiger
  - Vor der Evakuierung, Bleistift auf Papier, 27,2 × 21 cm, 1916, Bayerisches Armeemuseum
  - Schwerverwundeter, Bleistift auf Papier, 20,5 × 29,3 cm, 1918, Bayerisches Armeemuseum
  - Abgeschossener Ballon, Bleistift auf Papier, 20,5 × 29,2 cm, Bayerisches Armeemuseum

- Walter Georgi
  - Verwundetentransport, Kohle mit Tempera auf Papier, 33,5 × 48,9 cm, 1914, Bayerisches Armeemuseum
  - Pioniere beim Brückenbau, Vorlage für Feldpostkarte

- Andreas Gering
  - Die Stafette, 1917 Lithografie
  - Totengeläut, 1917, Farbradierung, Sammlung Gerhard Schneider
  - Tod auf dem Schlachtfeld, um 1917, Radierung, Sammlung Gerhard Schneider

- Charles Ginner
  - The Filling Factory (Die Munitionsfabrik), 1918, Öl auf Leinwand, 305 × 366 cm, National Gallery of Canada, Ottawa.

- Marcel Gromaire
  - La Guerre  (Der Krieg), 1925, Öl auf Leinwand, 127,6 × 97,8 cm, Musée d’art moderne de la Ville de Paris.

- George Grosz
  - Das Geschoß, 1915, Tusche auf Papier, 24,8 × 19,9 cm, Verbleib unbestimmt.
  - Explosion, 1917, Öl auf Holz, 47,8 × 68,2 cm, Museum of Modern Art, New York.
  - Tote Soldaten auf einem Schlachtfeld, 1915, Lithographie, 24,5 × 31,7 cm, Verbleib unbestimmt.

- Henry de Groux
  - Masques à gaz (Gasmasken), Radierung, Musée Royal de l’Armée et d’Histoire militaire, Brüssel

### H
- Karl Hayd
  - Österreichische Jäger während der Messe in Neu Sandec, Öl auf Karton, 35,9 × 49,5 cm, 13. Dezember 1914, Bayerisches Armeemuseum
  - Sturm am Werk Serada, Öl auf Leinwand, 103 × 134,5 cm, 1916, Bayerisches Armeemuseum
  - Österreichische Feldschmiede, Öl auf Karton, 49,5 × 70,2 cm, 1916, Bayerisches Armeemuseum
  - Österreichische Feldbäckerei, Öl auf Karton, 50 × 69,5 cm, Bayerisches Armeemuseum

- Hans von Hayek (Kriegsmaler)
  - Am Rathaus in München bei der Kriegserklärung, Bleistift auf Papier, 35,3 × 27,4 cm, August 1914, Bayerisches Armeemuseum, Ingolstadt
  - Kampfgelände auf der Vimy-Höhe, Öl auf Leinwand, 70 × 100 cm, 3. Oktober 1914, Bayerisches Armeemuseum, Ingolstadt
  - Grabenarbeit bei Givenchy, Kohle aquarell auf Papier, 48 × 63,5 cm, Februar 1915, Bayerisches Armeemuseum, Ingolstadt
  - Fesselballon bei Frénois, Öl auf Karton, 27,8 × 43 cm, 1915, Bayerisches Armeemuseum, Ingolstadt
  - Luftkampf nördlich von Arras, Bleistift weiß gehöht auf Papier, 38,2 × 62,5 cm, Bayerisches Armeemuseum, Ingolstadt
  - Soldatenbegräbnis bei Metz en couture, Aquarell, Pastellkreide auf Papier, 40,1 × 55,4 cm, Bayerisches Armeemuseum, Ingolstadt
  - Französische Gefangene in der Zitadelle von Lille, Bleistift auf Papier, 33,9 × 49 cm, Bayerisches Armeemuseum, Ingolstadt
  - Französische Gefangene aus der Somme-Schlacht, Öl auf Holz, 45 × 70 cm, Bayerisches Armeemuseum, Ingolstadt
  - Nachhutgefecht in einem Dorf bei Bapaume, Aquarell, Zeichnung auf Papier, 47 × 72 cm, Dezember 1916, Bayerisches Armeemuseum, Ingolstadt
  - Marsch in die Somme-Schlacht, Öl auf Leinwand, 1916, Bayerisches Armeemuseum, Ingolstadt
  - Blick auf St. Quentin, Bleistift weiß gehöht auf Papier, 36,4 × 50,7 cm, Juni 1917, Bayerisches Armeemuseum, Ingolstadt
  - Lazarett in der Kirche von Bernot, Aquarell, Kohle auf Papier, 32,1 × 49,2 cm, 13. Juni 1917, Bayerisches Armeemuseum, Ingolstadt
  - Stellungen an der Putna, Bleistift auf Aquarell, 35,5 × 49 cm, 26. September 1917, Bayerisches Armeemuseum, Ingolstadt
  - Vorstadt von Peronne, Öl auf Karton, 27 × 42,7 cm, 1918, Bayerisches Armeemuseum, Ingolstadt
  - Schwieriger Nachschub im Kriegsgelände, Aquarell, Kohle auf Papier, 36 × 50,3 cm, März 1918, Bayerisches Armeemuseum, Ingolstadt
  - Zerstörter Tank bei Moeuveres, Kohle auf Papier, 31,5 × 48,5 cm, 3. April 1918, Bayerisches Armeemuseum, Ingolstadt
  - Flakgeschütz bei Klymoten, Bleistift auf Papier, 28,4 × 40 cm, 29. Mai 1918, Bayerisches Armeemuseum, Ingolstadt
  - Fliegerbeobachtung beim Flakgeschütz, Tempera auf Papier, 23,8 × 31,5 cm, Mai 1918, Bayerisches Armeemuseum. Ingolstadt
  - Flugzeuge auf einer Rollbahn bei Guesnain, Bleistift auf Papier, 29,7 × 45,5 cm, 11. März 1918, Bayerisches Armeemuseum, Ingolstadt
  - Flugplatz bei Guesnain, Kohle auf Papier, 29,5 × 45,8 cm, 11. März 1918
  - Deutsche Verwundete auf dem Rückmarsch, Aquarell, Bleistift auf Papier, 33,5 × 47,2 cm, Bayerisches Armeemuseum, Ingolstadt
  - Auf den Höhen von Givenchy, Kohle aquarelliert auf Papier, 36,7 × 46,8 cm, Bayerisches Armeemuseum, Ingolstadt
  - Evakuierung von Bewohnern einer beschossenen Ortschaft, Kohle weiß gehöht auf Papier, 36,6 × 55 cm, Bayerisches Armeemuseum, Ingolstadt
  - Schloß Beaurains bei Arras, Öl auf Leinwand, 64 × 81,3 cm, Bayerisches Armeemuseum, Ingolstadt
  - Promenadenkonzert bei Courrières, Aquarell, Kreide auf Papier, 39,7 × 32,9 cm, Bayerisches Armeemuseum, Ingolstadt
  - Feuerüberfall bei Armentières, Öl auf Leinwand, 46 × 61 cm, Bayerisches Armeemuseum, Ingolstadt
  - St. Laurent-Blangy, Öl auf Karton, 27,2 × 43 cm, Bayerisches Armeemuseum, Ingolstadt

- Erich Heckel
  - Zwei Verwundete, 1915, Xylographie auf Papier, Museum Folkwang, Essen.
  - Frühling in Flandern, 1916, Karl-Ernst-Osthaus-Museum,
  - Flandrische Ebene, 1916, Städtisches Museum Abteiberg, Mönchengladbach

- Paul Hermann
  - Zeit, 1915, Schabkunstblatt aus: Das Land Goethes, 1916

- Anton Hoffmann (Kriegsmaler)

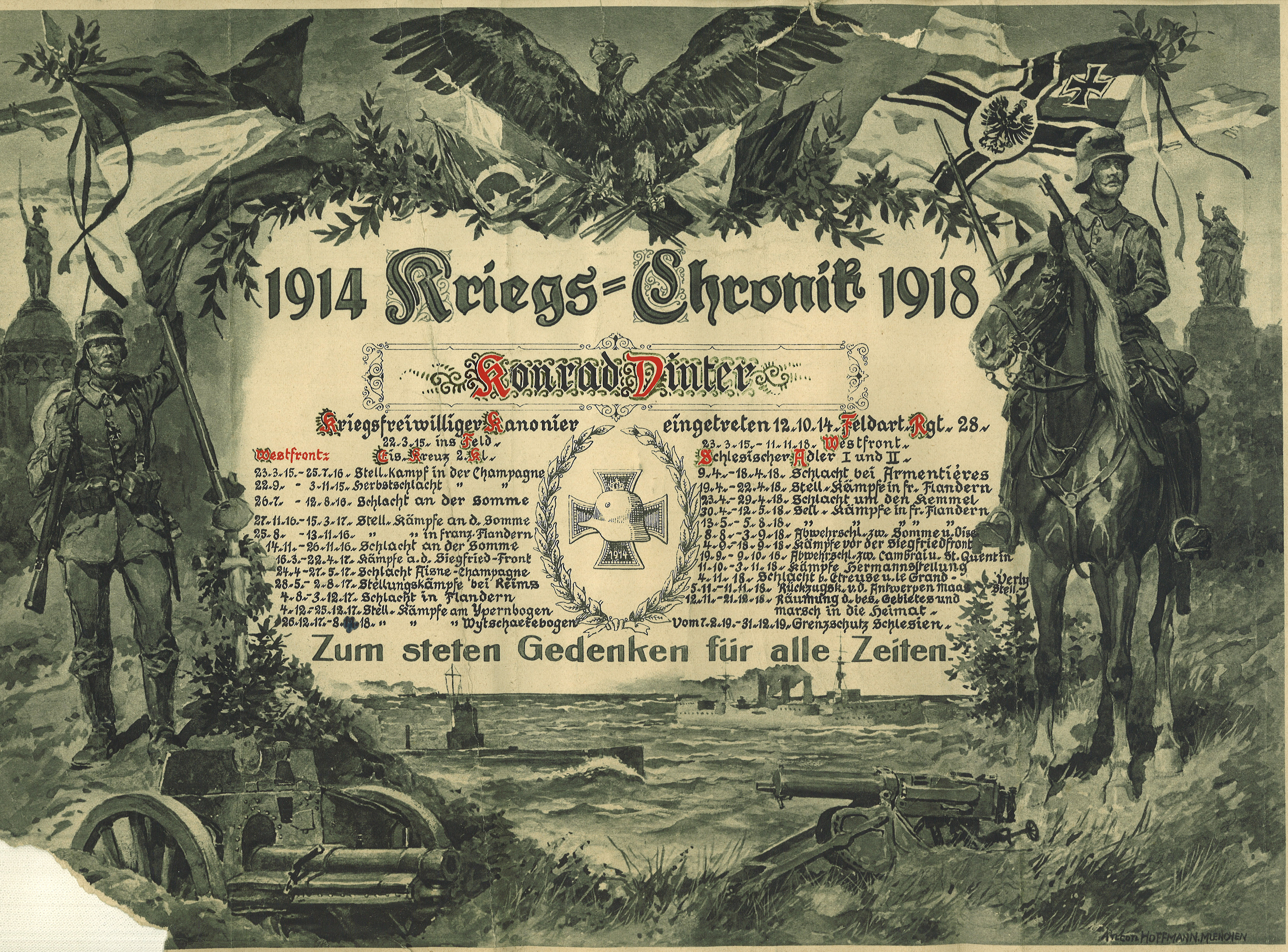
Anton Hoffmann: Individuell ausgefüllter Vordruck Kriegs-Chronik nach einer Zeichnung Hoffmanns

  - Deutsche Sanitäter geraten in feindliches Feuer, Wachskreide weiß gehöht auf Papier, 27 × 39,7 cm, Bayerisches Armeemuseum, Ingolstadt
  - Schwerer Mörser in Stellung, Kohle weiß gehöht auf Papier, 66 × 85,5 cm, 1918, Bayerisches Armeemuseum, Ingolstadt

- Ludwig Hohlwein
  - Volksspende, um 1916, Lithografie
  - Der Traum eines Reservisten, Filmplakat 1915, Lithografie

- Armin Horovitz
  - Gebirgsbatterie auf dem Monte Gusella, 1918, Tempera auf Pappendeckel, 72 × 98,9 cm, Heeresgeschichtliches Museum, Wien.

### J
- Walter Jacob
  - Unser Lazarett in Chalmedy, 1917, Pastell, Sammlung Gerhard Schneider

- Angelo Jank
  - Feldgeschütz in Feuerstellung, Öl auf Leinwand, 123 × 180 cm, 1915, Bayerisches Armeemuseum, Ingolstadt
  - Das K.B.I. Schwere Reiterregiment in Sturm auf Onikschty, Öl auf Leinwand, 127 × 177 cm, 1915, Bayerisches Armeemuseum, Ingolstadt

- Willy Jaeckel
  - Im Granatfeuer, 1916, Lithografie, Sammlung Gerhard Schneider/Bürgerstiftung Solingen
  - Nahkampf, 1916, Lithografie, Sammlung Gerhard Schneider/Bürgerstiftung Solingen
  - Der Hass, 1916, kolorierte Lithografie, Sammlung Frank Brabant
  - Volltreffer, Lithografie aus der Mappe Memento 1914/15
  - Irrender Verwundeter, Lithografie aus der Mappe Memento 1914/15
  - Vergewaltigung, Lithografie aus der Mappe Memento 1914/15
  - Tote Mutter und kleines Kind, Lithografie aus der Mappe Memento 1914/15

- Franz M. Jansen
  - Brennende Stadt, um 1915, Holzschnitt, Sammlung Gerhard Schneider
  - Massengrab, um 1916, Holzschnitt, Sammlung Gerhard Schneider

### K
- Friedrich August von Kaulbach

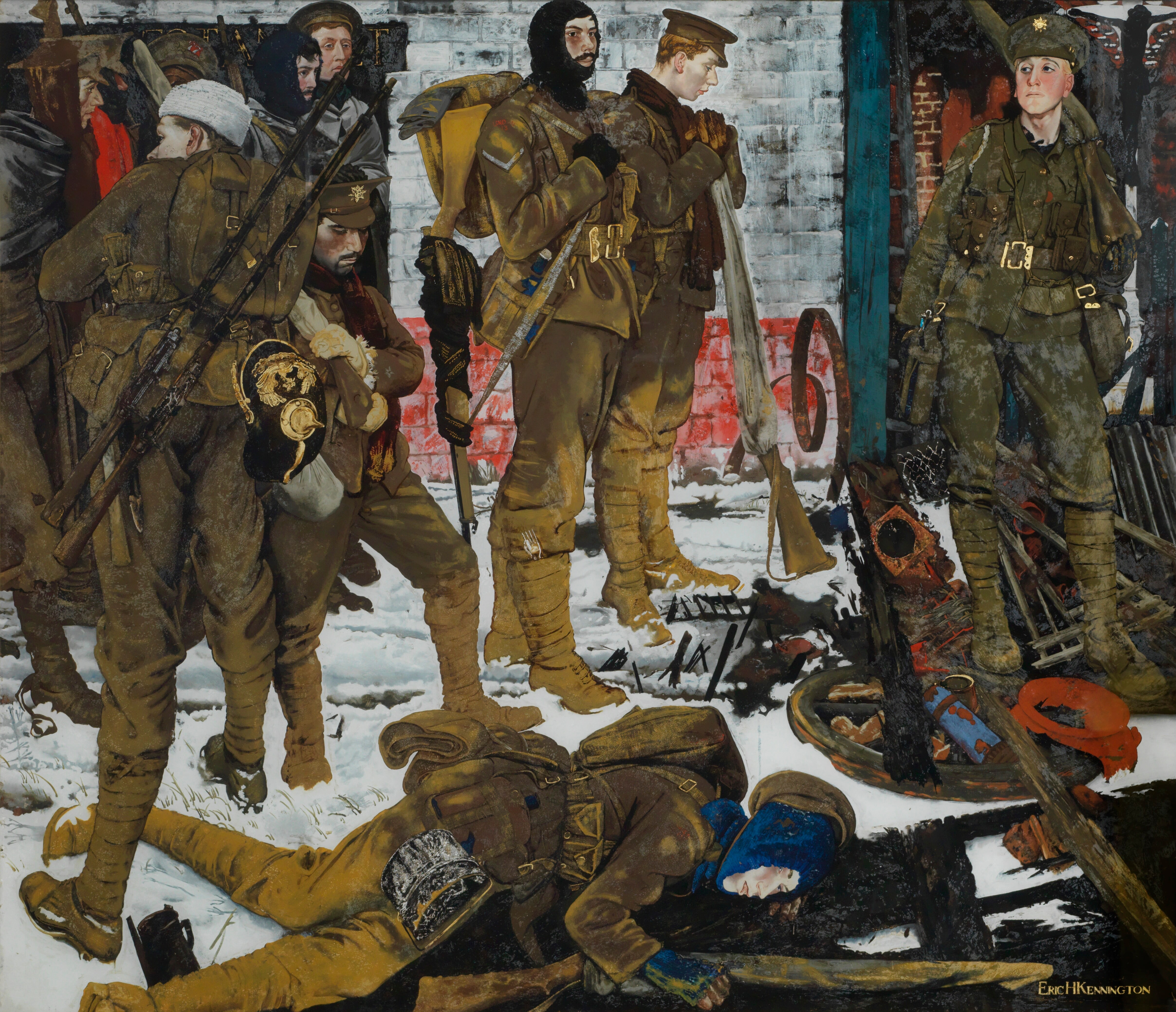
Eric Kennington: The Kensingtons at Laventie (1915)

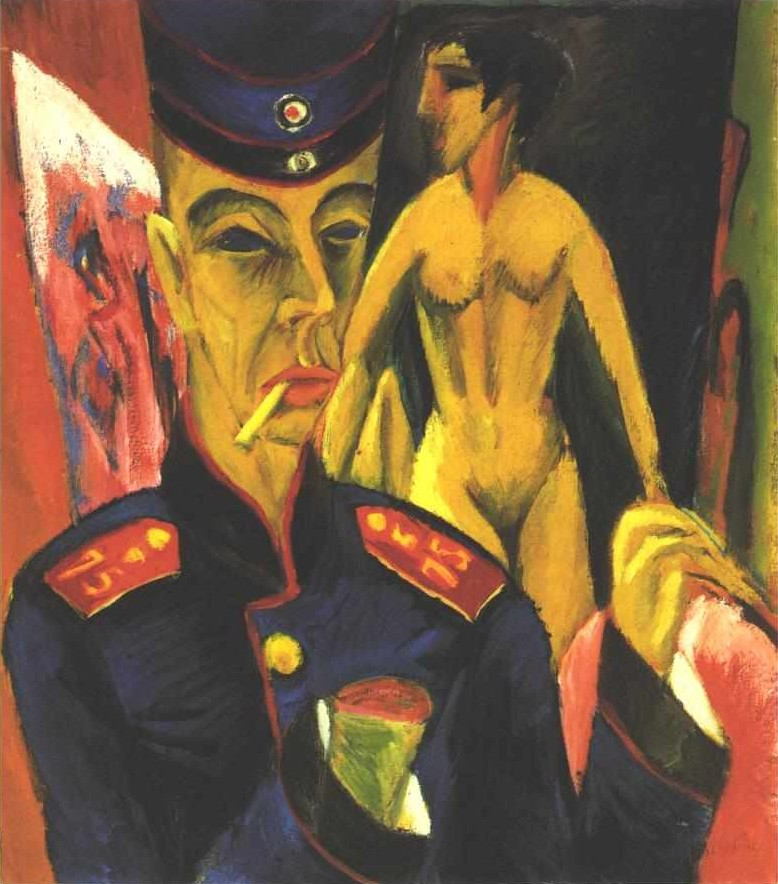
Ernst Ludwig Kirchner: Selbstbildnis als Soldat

  - Friede, 1915, Illustration aus: Das Land Goethes, 1916

- Eric Kennington
  - The Kensingtons at Laventie (Die Kensingtons in Laventie), Öl auf Glas, 139,7 × 154,2 cm, Imperial War Museum, London.
  - Gassed and Wounded (Gasopfer und Verwundete), 1918, Öl auf Leinwand, 71,1 × 91,4 cm, Imperial War Museum, London.

- Ernst Ludwig Kirchner
  - Selbstbildnis als Soldat, 1915, Öl auf Leinwand, 69,2 × 61 cm, Allen Memorial Art Museum, Oberlin College, Ohio.

- Franz Klemmer
  - Posten vor Thélus, Tempera auf Papier, 32 × 19,7 cm, Bayerisches Armeemuseum, Ingolstadt

- Wilhelm Kohlhoff
  - Urgewalt, 1917, Öl auf Leinwand, Sammlung Gerhard Schneider / Bürgerstiftung Solingen

- Oskar Kokoschka
  - Isonzo-Front, 1916, Pastell auf Papier, 30,5 × 43 cm, Musée Jenisch, Vevey.

- Käthe Kollwitz
  - Krieg, 1919, Tuschezeichnung
  - Die Überlebenden, 1920, Lithografie

- Willibald Krain
  - Krieg, Lithografie aus der Mappe Krieg, Titelblatt, 1916, Sammlung Gerhard Schneider
  - Blutrausch, Lithografie aus der Mappe Krieg, 1916, Sammlung Gerhard Schröder
  - Gerüchte, Lithografie aus der Mappe Krieg, 1916, Sammlung Gerhard Schröder
  - Die Fahnen, Lithografie aus der Mappe Krieg, 1916, Sammlung Gerhard Schröder
  - Die Frauen, Lithografie aus der Mappe Krieg, 1916, Sammlung Gerhard Schröder
  - Gebet zum Sieg, Lithografie aus der Mappe Krieg, 1916, Sammlung Gerhard Schröder
  - Sieg, Lithografie aus der Mappe Krieg, 1916, Sammlung Gerhard Schröder
  - Fluch denen, die uns das Morden lehrten, um 1918, Zeichnung, Privatsammlung Berlin

- Bruno Krauskopf
  - Christus auf dem Schlachtfeld, 1916, Lithografie (zu: „Krieg und Kunst“ 1916), Sammlung Gerhard Schäfer

- Alfred Kubin
  - Die Kriegsfackel, 1914, Oberösterreichische Landesmuseen, Linz.

### L
- Roger de La Fresnaye

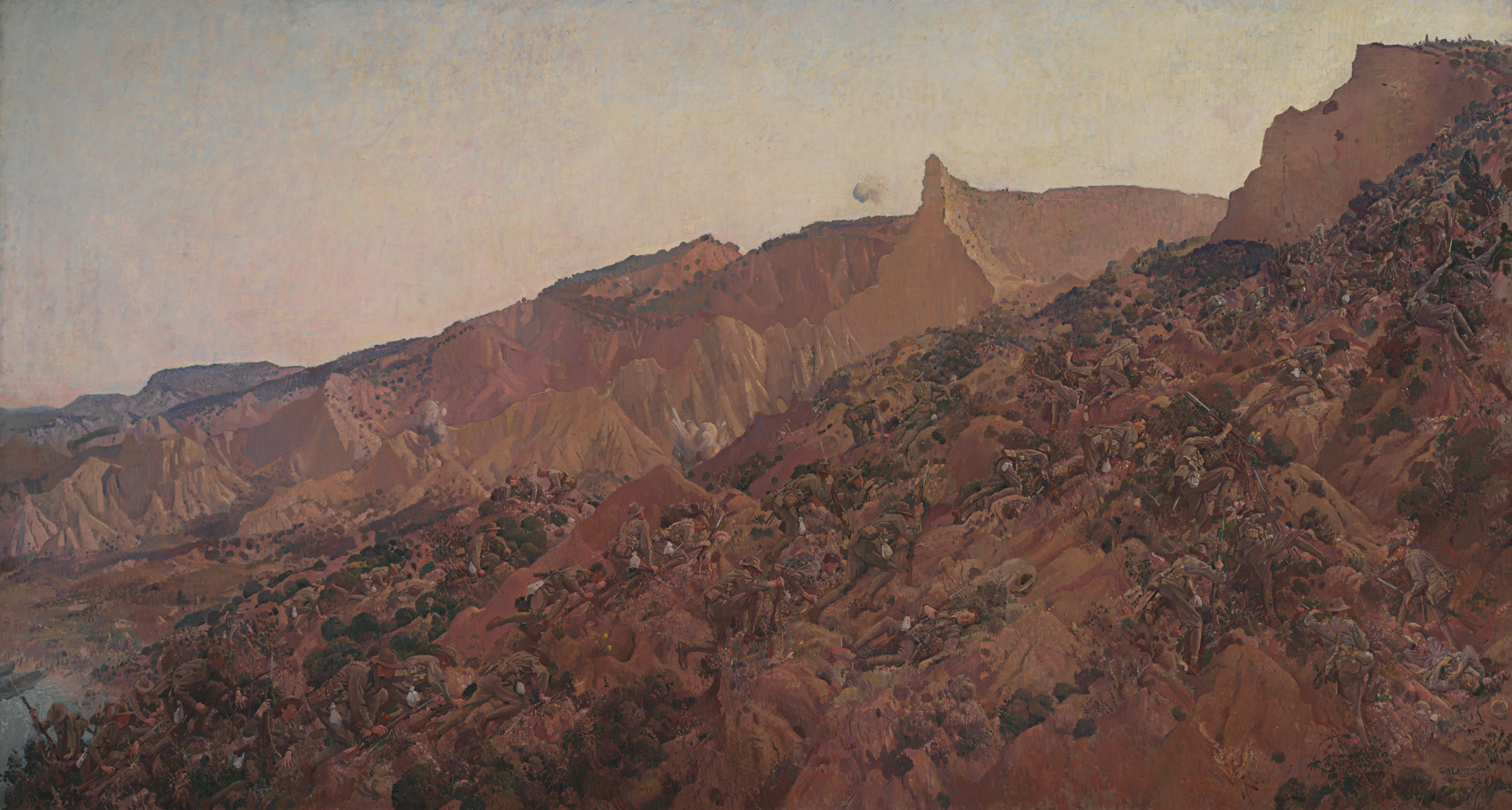
George Washington Lambert: Anzac, the landing 1915

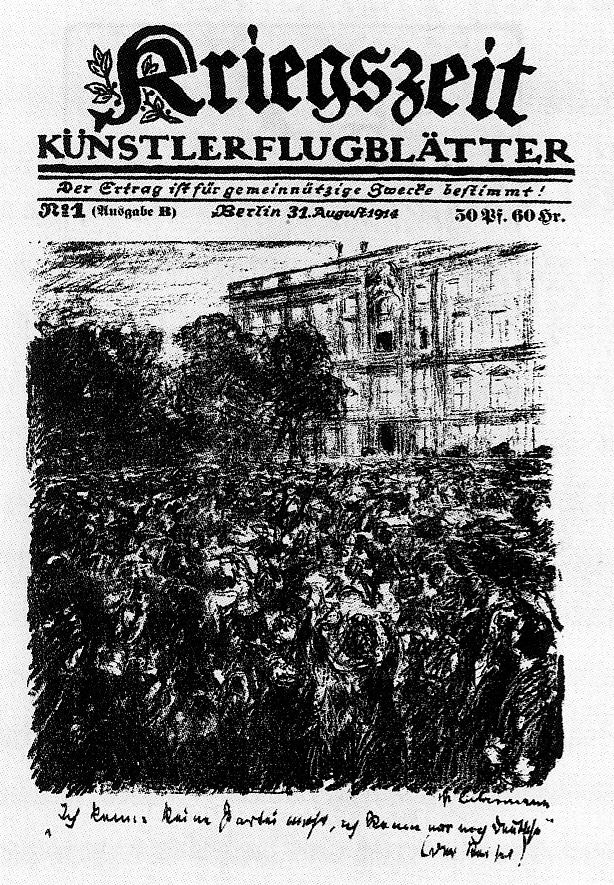
Max Liebermann: Titelblatt der Kriegszeit Nr. 1 vom 31. August 1914

  - L'artillerie (Artillerie), 1911, Öl auf Leinwand, 130,2 × 159,4 cm, The Metropolitan Museum of Art, New York.

- Oskar Laske
  - Barrikadenkampf in Belgrad am 9. Oktober 1915, 1917-8, Tempera auf Leinwand, 110 × 140 cm, Heeresgeschichtliches Museum, Wien.

- George Washington Lambert
  - Anzac, the landing 1915, zwischen 1920 und 1922, Öl auf Leinwand, 190,5 × 350,5 cm, Australian War Memorial

- John Lavery
  - A Convoy, North Sea, 1918 (Ein Geleitzug, Nordsee, 1918), 1918, Öl auf Leinwand, 172 × 198 cm, Imperial War Museum, London.
  - The Cemetery, Etaples (Der Friedhof, Etaples), 1919, Öl auf Leinwand, 59 × 90 cm, Imperial War Museum, London.

- Fernand Léger
  - Sapeurs (Pioniere), 1916, Bleistift auf Briefkarte, 17 × 12,7 cm, Verbleib unbestimmt.
  - La partie de cartes (Das Kartenspiel), 1917, Öl auf Leinwand, 129 × 193 cm, Kröller-Müller Museum, Otterlo.
  - La Cocarde, l'avion brisé (La Cocarde, Zerschelltes Flugzeug), 1916, Aquarell auf Papier, 23,5 × 29,5 cm, Musée national Fernand Léger, Biot.
  - Sur la route de Fleury, deux morts, 24 octobre 1916 (Auf der Straße nach Fleury, zwei Tote) 24. Oktober 1916, Tusche auf Briefkarte, 12 × 8,25 cm, Verbleib unbestimmt.

- Georges Paul Leroux
  - L'Enfer (Hölle), 1917–18, Öl auf Leinwand, 114,3 × 161,3 cm, Imperial War Museum, London

- Percy Wyndham Lewis
  - A Canadian Gun-Pit (Eine kanadische Artilleriestellung), 1918, Öl auf Leinwand, 305 × 362 cm, National Gallery of Canada, Ottawa.
  - A Battery Shelled (Eine zerstörte Batterie), 1918, Öl auf Leinwand, 182,8 × 317,8 cm, Imperial War Museum, London.

- Ernst Liebermann
  - Beobachtungsposten im Schützengraben bei Hurtebise, Bleistift auf Papier 43,7 × 33,7 cm, 20. Juni 1915, Bayerisches Armeemuseum, Ingolstadt
  - Ailles (Chemin des dames), Öl auf Leinwand, 75 × 85 cm, Bayerisches Armeemuseum, Ingolstadt
  - Sibirischer Infanterist, 1916, Zeichnung

- Max Liebermann
  - Ansprache des Kaisers, Lithografie für die erste Ausgabe der Kriegszeit 31. August 1914, Titelblatt
  - Marsch, Marsch, Hurrah !!, Lithografie zu Kriegszeit Nr. 18/19, 24. Dezember 1914, Titelblatt
  - Trommelnder Soldat, Lithografie zu Kriegszeit Nr. 38, 5. Mai 1915
  - Matrose (Meine blauen Jungen), 1915, Lithografie

### M
- Helmuth Macke

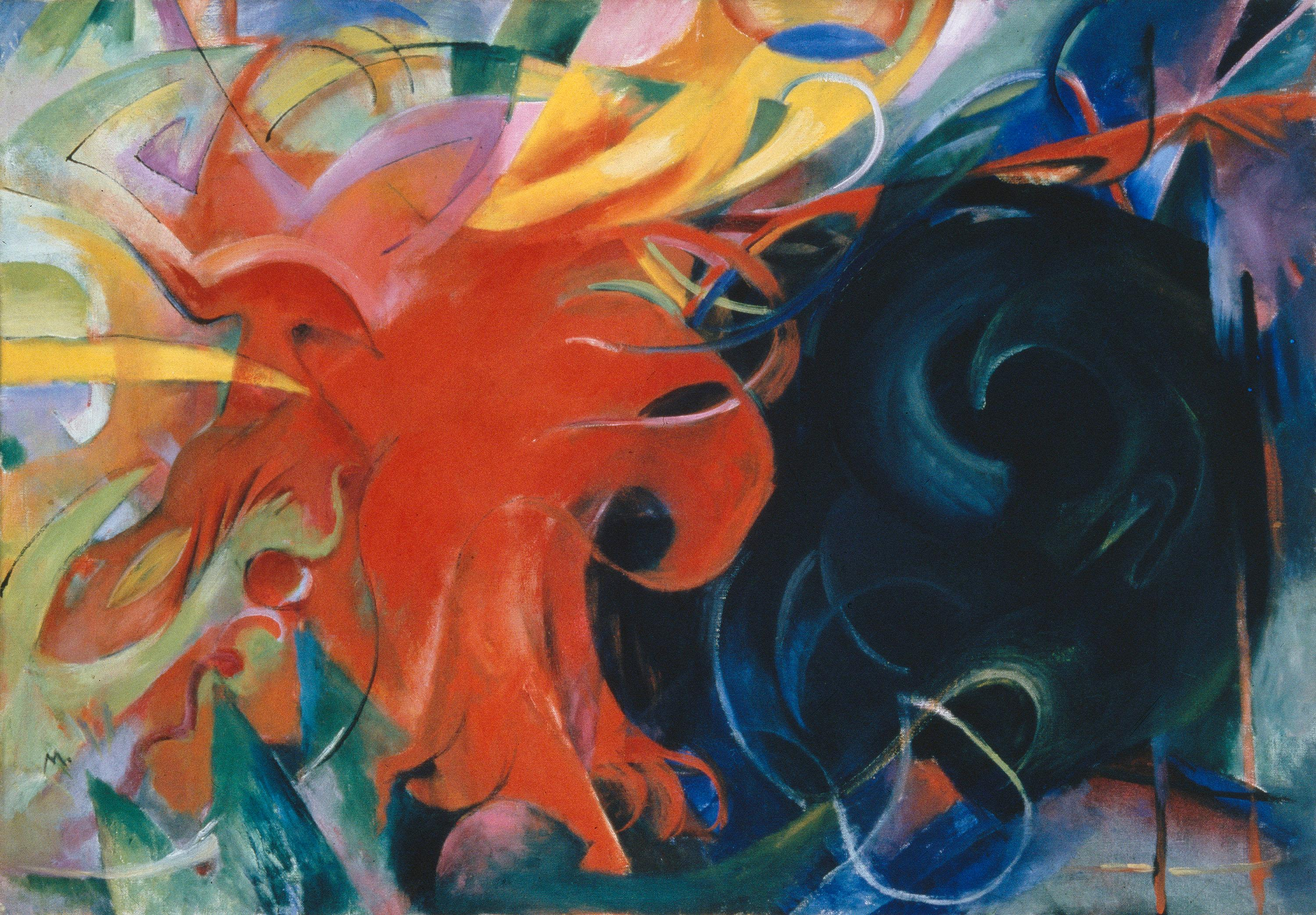
Kämpfende Formen von Franz Marc

  - Französische Kriegsgefangene, 1916, Gouache, Sammlung Frank Brabant

- Franz Marc
  - Kämpfende Formen, 1914, Leinwand, Neue Pinakothek München (wird von einigen Kunsthistorikern als Vorahnung des Krieges interpretiert)

- André Mare
  - Autoportrait (Selbstbildnis), 1916, 2. Heft, Seite 7, Tusche und Aquarell auf Papier, Historial de la Grande Guerre, Péronne.
  - Le canon de 280 camouflé (Getarnte 28-cm-Kanone), Tusche und Aquarell, 2. Heft, Historial de la Grande Guerre, Péronne.
  - La position du canon  (Geschützstellung), Tusche und Aquarell, 5. Heft, Historial de la Grande Guerre, Péronne.
  - L'orme de Vermezeele (Ulme bei Vermezeele), Tusche und Aquarell, 4. Heft, Historial de la Grande Guerre, Péronne.
  - La tranchée de Zillebecke, bois du sanctuaire, 29 mai 1916 (Der Zillebeck-Graben), 29. Mai 1916, 5. Heft, Aquarell, Historial de la Grande Guerre, Péronne.

- Franz Markau
  - Einschlagende Granate, 1916, Kohlezeichnung, Sammlung Gerhard Schneider/Bürgerstiftung Solingen

- Frans Masereel
  - Debout les morts, Résurrection infernale (Die infernalische Auferstehung der Toten), 1917, Xylographie, 14 × 11 cm, Musée d'histoire contemporaine - BDIC, Paris.

- Ludwig Meidner
  - Apokalyptische Stadt, 1913, Öl auf Leinwand, Westfälisches Museum für Kunst und Kulturgeschichte Münster
  - Mondsichellandschaft, 1916, Öl auf Leinwand, Ostdeutsche Galerie Regensburg
  - Septemberschrei: Hockender Prophet, 1918, Lithografie, Sammlung Gerhard Schäfer/Bürgerstiftung Solingen
  - Septemberschrei: Erschreckt Fliehender, 1918, Lithografie, Sammlung Gerhard Schäfer

- Moriz Melzer
  - Feldküche, 1914, Monotypie, Sammlung Gerhard Schneider/Bürgerstiftung Solingen
  - An einen gefallenen Freund, 1915, Lithografie, Sammlung Gerhard Schneider
  - Schweres Geschütz, 1915, Lithografie, Sammlung Gerhard Schneider

- Luc-Albert Moreau
  - Octobre 1917, attaque du Chemin des Dames (Oktober 1917, Angriff auf den Chemin des Dames), 1917, Tusche, Musée d'histoire contemporaine - BDIC, Paris.

- Wilhelm Morisse
  - Gedenkblatt für die Hinterbliebenen im Großherzogtum Oldenbourg, 1914, Lithografie
  - Blick über das Gefechtsfeld bei Lasowa, 1916, kolorierte Zeichnung

### N
- John Nash
  - Over the Top (Über den Grabenrand), Öl auf Leinwand, 79,4 × 107,3 cm, Imperial War Museum, London.
  - Oppy Wood, 1917. Evening (Der Wald von Oppy, 1917. Abends), 1917, Öl auf Leinwand, 182,8 × 213,3 cm, Imperial War Museum, London.

- Paul Nash

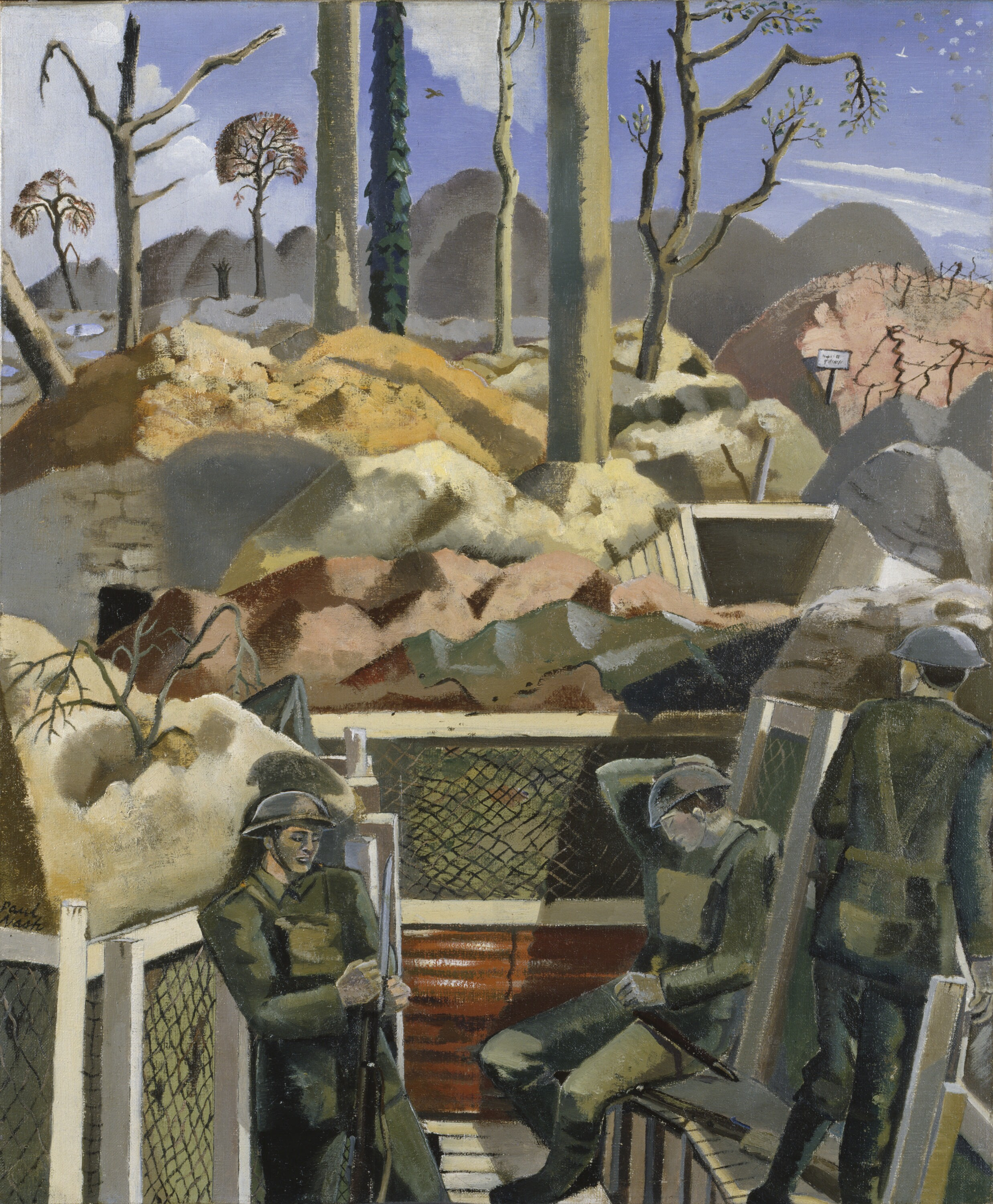
Paul Nash: Spring in the Trenches, 1918

  - Spring in the Trenches, Öl auf Leinwand, 60,9 × 50,8 cm, Imperial War Museum, London
  - A Howitzer Firing (Eine Haubitze gibt Feuer), Öl auf Leinwand, 71 × 91 cm, Imperial War Museum, London
  - Night Bombardment (Nächtlicher Feuerangriff), 1918–19, Öl auf Leinwand, 182,9 × 214,4 cm, National Gallery of Canada, Ottawa.
  - The Ypres Salient at Night  (Der Ypern-Vorsprung bei Nacht), 1917–18, Öl auf Leinwand, 71,1 × 91,4 cm, Imperial War Museum, London.
  - Void, 1918, Öl auf Leinwand, 71,4 × 91,7 cm, National Gallery of Canada, Ottawa.
  - The Menin Road (Die Straße nach Menen), 1919, Öl auf Leinwand, 183 × 318 cm, Imperial War Museum, London.

- Christopher Nevinson
  - Machine-gun (Das Maschinengewehr), 1915, Öl auf Leinwand, 61 × 50,8 cm, Tate Gallery, London.
  - French Troops Resting (Französische Truppen bei der Rast), 1916, Öl auf Leinwand, 71 × 91,5 cm, Imperial War Museum, London.
  - Returning to the Trenches (Rückkehr in die Gräben), 1914–15, Öl auf Leinwand, 51 × 76 cm, National Gallery of Canada, Ottawa.
  - A Bursting Shell (Ein Geschoß schlägt ein), 1915, Öl auf Leinwand, 76,2 × 55,9 cm, Tate Gallery, London.
  - Explosion, 1916, Öl auf Leinwand, 61 × 45,8 cm.
  - A Taube (Eine Taube), 1916–17, Öl auf Leinwand, 63,5 × 76,2 cm, Imperial War Museum, London.
  - The Harvest of Battle (Die Ernte der Schlacht), 1919, Öl auf Leinwand, 182,8 × 317,8 cm, Imperial War Museum, London.
  - La Patrie, (Vaterland), 1916, Öl auf Leinwand, 60,8 × 92,5 cm, City Museum and Art Gallery, Birmingham.
  - Paths of Glory (Wege zum Ruhm), 1917, Öl auf Leinwand, 45,7 × 61 cm, Imperial War Museum, London.

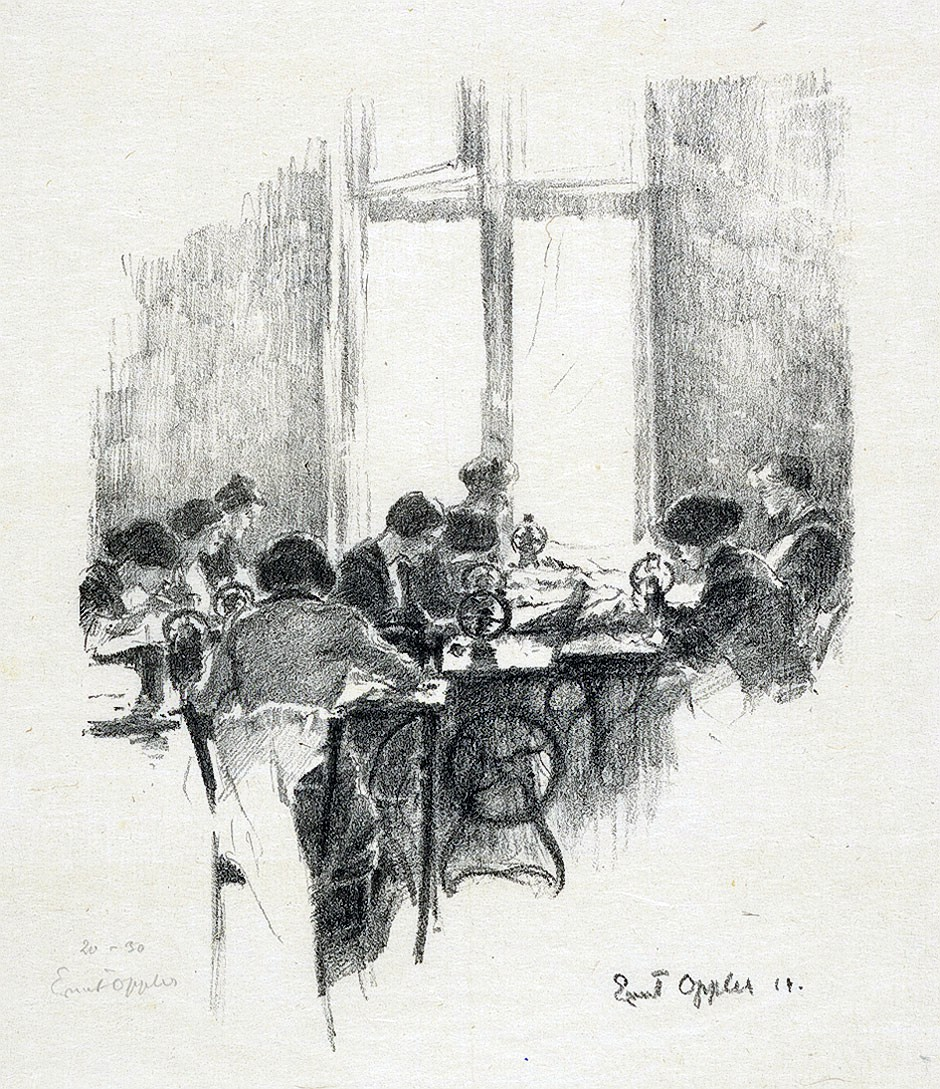
Ernst Oppler: „Kriegsnähstube“, 1914

### O
- Louis Oppenheim
  - Aufruf zum Metallsammeln, 1916, Lithografie
  - Wer Kriegsanleihen zeichnet, macht mir die schönste Geburtstagsgabe, 1917, Lithografie

- Ernst Oppler
  - Nähstube, 1914, Lithografie
  - Ansicht von Lille nach der Bombardierung im 1.Weltkrieg, Lithografie
  - Soldaten und Juden, Zeichnung
  - Hinter der Front der kaiserlich deutschen Südarmee (Bildband mit Lithografien), 1915

- Alfred Offner
  - Kriegsanleihe-Plakat, um 1916, Farblithografie

- William Orpen

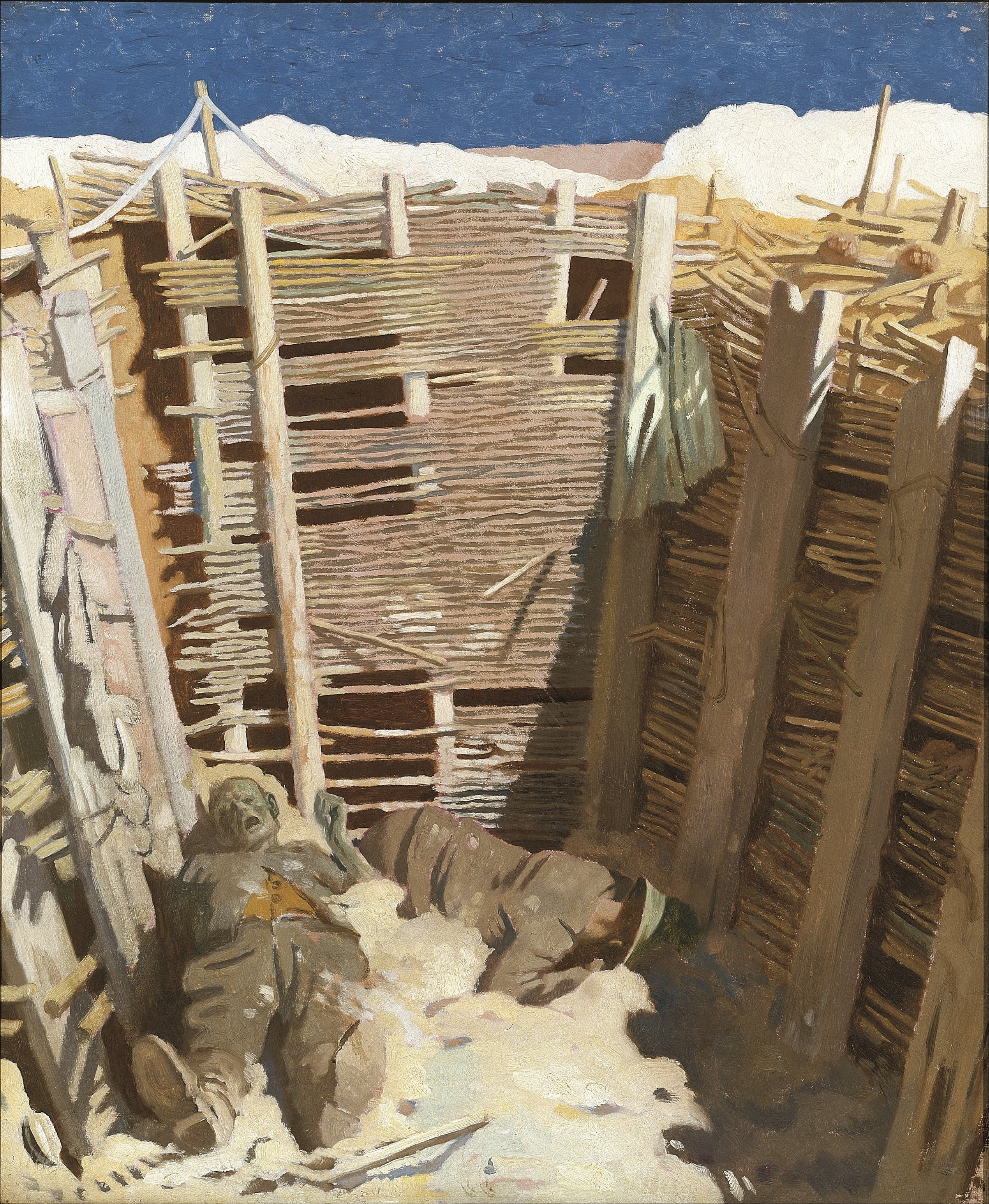
William Orpen: Dead Germans in a Trench

  - Ready to Start (Abmarschbereit), 1917, 60 × 51 cm, Öl auf Leinwand, Imperial War Museum, London
  - Dead Germans in a Trench (Getötete Deutsche in einem Graben), 1918, Öl auf Leinwand, 91 × 76 cm, Imperial War Museum, London.
  - Thiepval, 1917, Öl auf Leinwand, 64 × 76 cm, Imperial War Museum, London.
  - A Peace Conference at the Quai d’Orsay, (Eine Friedenskonferenz am Quai d’Orsay), 1919, Öl auf Leinwand, 124 × 102 cm, Imperial War Museum, London.
  - The Signing of Peace in the Hall of Mirrors, (Die Unterzeichnung des Friedensvertrags im Spiegelsaal), 1919, Öl auf Leinwand, 152 × 127 cm, Imperial War Museum, London.
  - To the Unknown British Soldier in France, (Dem unbekannten britischen Soldaten in Frankreich), (1) 1922, Öl auf Leinwand, 152 × 128 cm, Imperial War Museum, London (erste Fassung), (2) 1922–28, Öl auf Leinwand, 152 × 128 cm, Imperial War Museum, London (zweite Fassung).

### P
- Bruno Paul

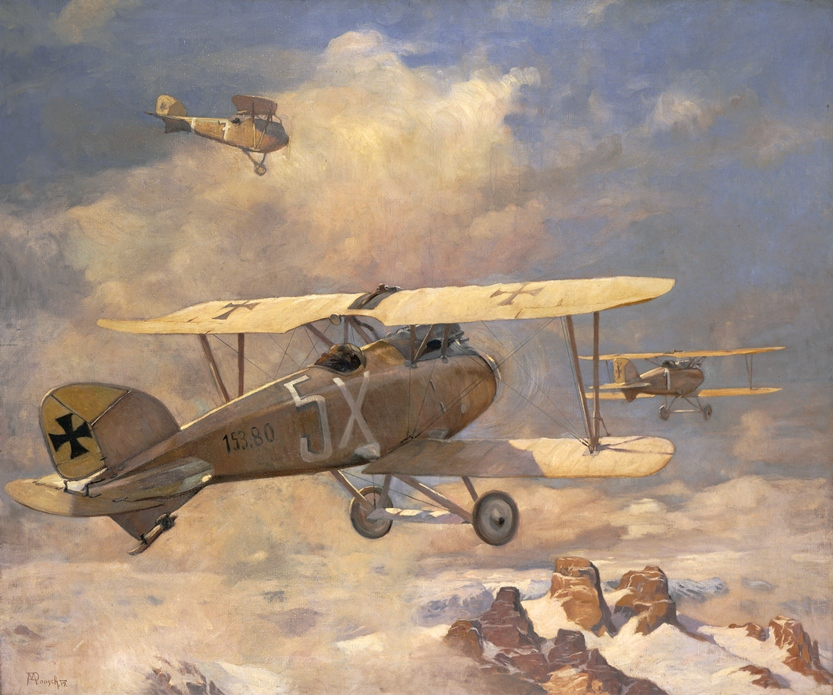
Max von Poosch: Kampfstaffel D3 über der Brenta-Gruppe

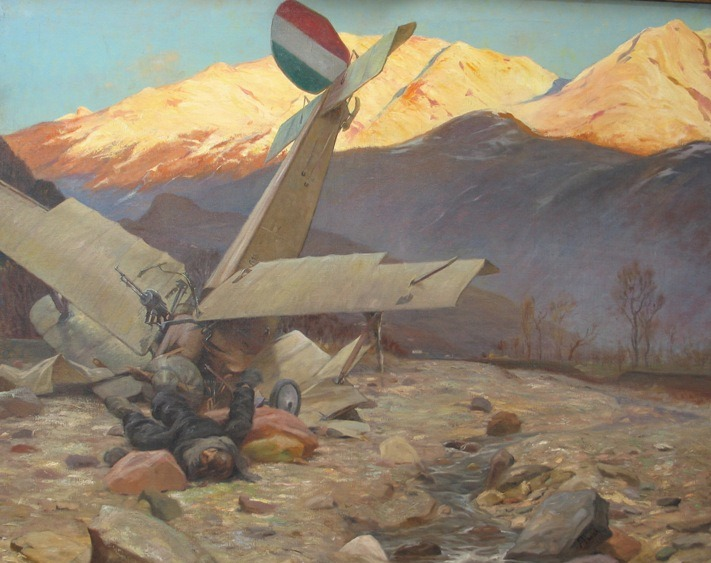
Max von Poosch: Abgeschossener feindlicher Flieger.

  - Kriegsanleihe-Plakat, 1917, Lithografie

- Max Pechstein
  - Explosion, 1917, Radierung, Sammlung Gerhard Schneider

- Ernst Penzoldt
  - Die Anbetung des Kindes. In „Kunstwart“, Januar 1915

- Pablo Picasso
  - Guillaume de Kostrowitzky, artilleur (Guillaume de Kostrowitzky, Artillerist), 1914, Tusche und Aquarell auf Papier, 23 × 12,5 cm, Succession Picasso.
  - Apollinaire blessé (Der verwundete Apollinaire), 1916, Bleistift auf Papier, 48,8 × 30,5 cm, Succession Picasso

- Max von Poosch
  - Kampfstaffel D3, über der Brenta-Gruppe, 1917, 100 × 120 cm, Heeresgeschichtliches Museum, Wien.
  - Abgeschossener feindlicher Flieger, 1918, Öl auf Leinwand, 100 × 120 cm, Heeresgeschichtliches Museum, Wien

### R
- Max Rabes

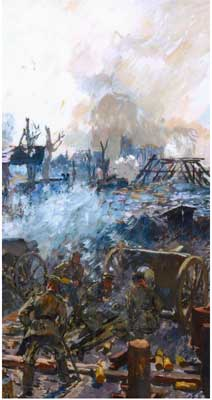
Theodor Rocholl: Das 1. Westfälische Feldartillerie-Regiment Nr. 7 in der Herbstschlacht bei La Bassée-Loos am 25. September 1915 (Ausschnitt eines Gemäldes von 1917 nach einer Skizze „an Ort und Stelle“)

  - Russische Zerstörungen in Tapiau, Kreide weiß gehöht auf Papier, 29,4 × 24,6 cm, 7. Oktober 1914
  - Zerstörte Brücke bei Tapiau, Tempera auf Papier, 24 × 30,8 cm, 7. Oktober 1914
  - Zerstörte Hauptstraße in Ortelsburg, Kreide auf Papier, 26,2 × 33,1 cm, 16. Oktober 1914
  - Vor Verdun, Öl auf Leinwand, 125,5 × 164,5 cm, 1916 (?)
  - Marienfest in der St.-Gudule-Kathedrale in Brüssel, Kohle und Tusche, weiß gehöht, 66,8 × 49,9 cm, 1916
  - Gasnacht in Lombartzyde, Öl auf Leinwand, 80 × 100 cm, 5./6. Oktober 1916
  - Bestattung in Flandern, Öl auf Leinwand, 96 × 139 cm, Oktober 1916
  - Am Grabenspiegel, Öl auf Leinwand, 65 × 46 cm, Oktober 1916
  - Ruinen von Westende-Dorf, Öl auf Leinwand, 77,5 92,5 cm, Oktober 1916
  - Im Gasangriff, Öl auf Leinwand, 60 × 57 cm,
  - Dinant, Tempera auf Papier, 50 × 66,2 cm

- William Roberts
  - The First German Gas Attack at Ypres (Erster deutscher Giftgasangriff bei Ypern), 1918, Öl auf Leinwand, 304,8 × 365,8 cm, National Gallery of Canada, Ottawa.
  - A Shell Dump, France (Munitionsdepot), Frankreich, 1918–19, Öl auf Leinwand, 182,8 × 317,8 cm, Imperial War Museum, London.

- Theodor Rocholl
  - Feldofen im Schützengraben, 1914, Mischtechnik, Stadtmuseum Hofgeismar
  - Verwundete Soldaten mit Sanitäter, 1915, Gouache, Stadtmuseum Hofgeismar
  - Deutsche Tote und Verwundete in einem Schützengraben, 1914, Aquarell, Stadtmuseum Hofgeismar
  - Zerschossener Eisenbahnwaggon, 1915, Aquarell, Stadtmuseum Hofgeismar
  - Soldat mit verwundeten Kameraden, 1916, Mischtechnik, Stadtmuseum Hofgeismar
  - Feuerung der Feldküche, 1917, Öl auf Pappe,
  - Frühjahrsoffensive deutscher Soldaten, 1918, Öl auf Leinwand, Stadtmuseum Hofgeismar
  - Berittene Artilleristen auf dem Marsch, 1919, Öl auf Leinwand, Stadtmuseum Hofgeismar
  - Zwischen Damwillers und Azannes („Aus meinem Skizzenbuch“), 1917, Aquarell, Stadtmuseum Hofgeismar

- Hans Röhm
  - Michel schlag’ zu, schaff’ Frieden und Ruh’, 1914, Zeichnung (aus: „Kunstwart“, November 1914)

### S
- John Singer Sargent

John Singer Sargent: Gassed - berühmte Darstellung von Opfern eines Gasangriffs

Wilhelm Sauter: Serre (Somme) 1916

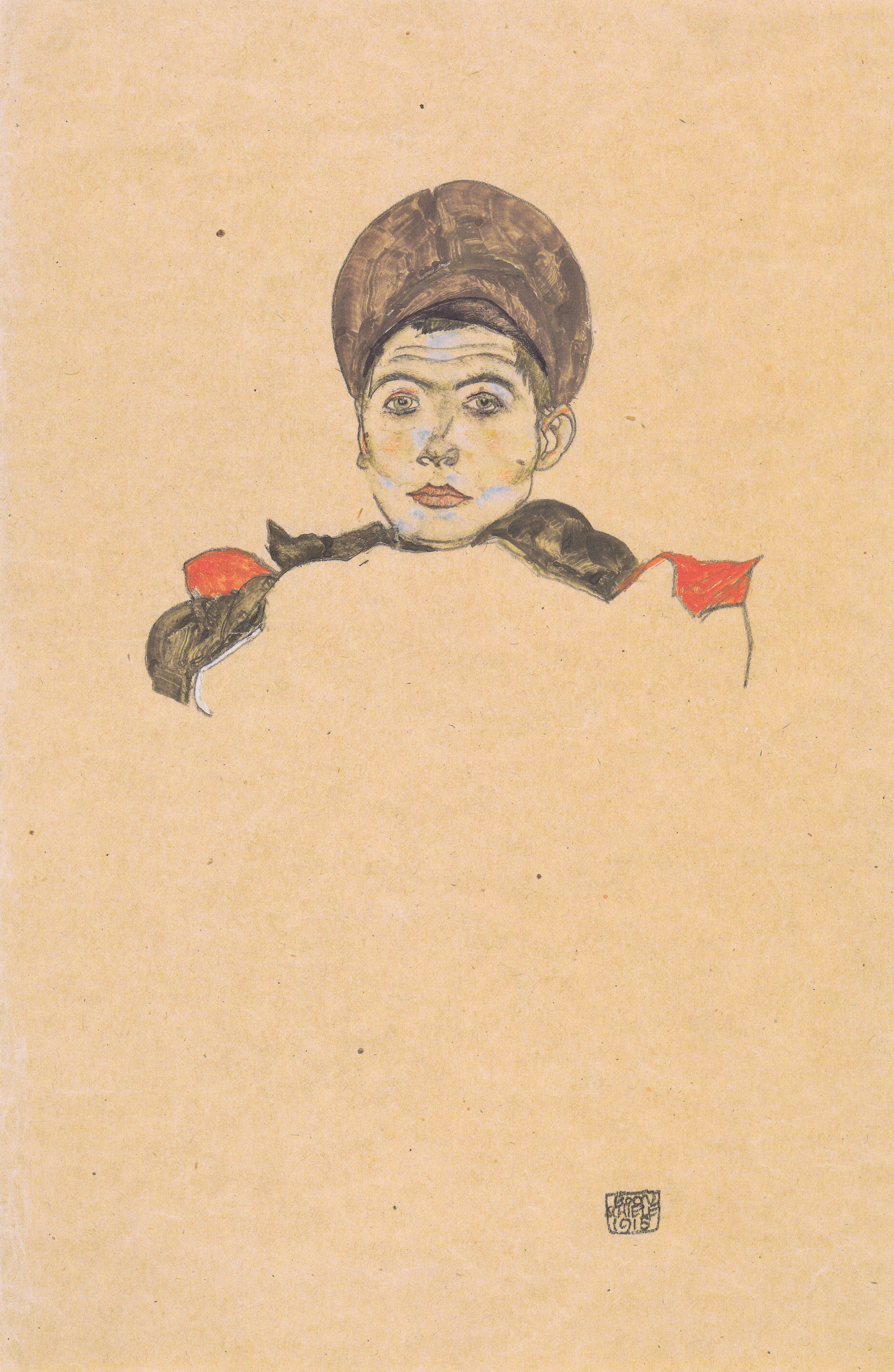
Egon Schiele: Russischer Kriegsgefangener

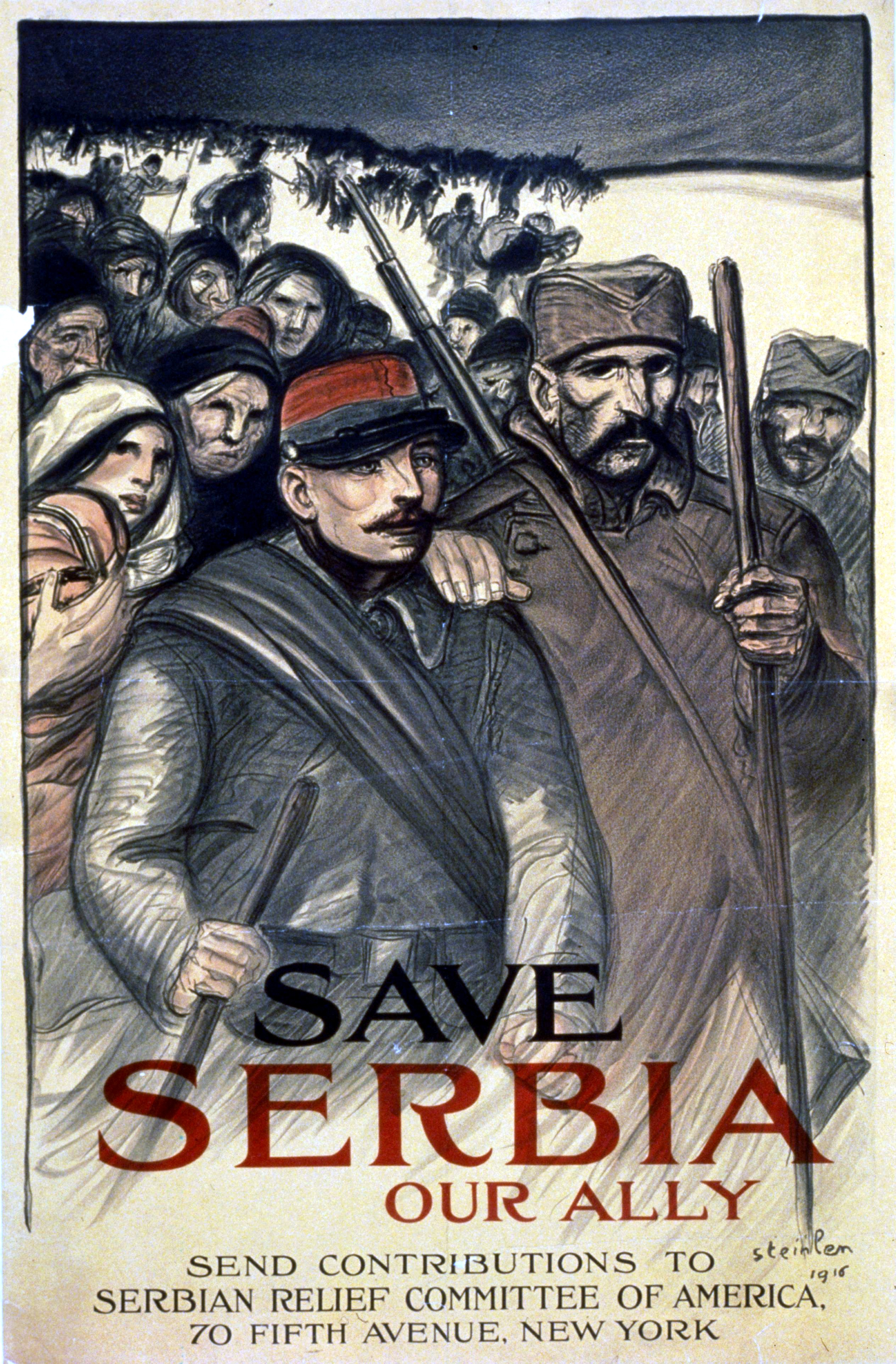
Theophile Steinlein: Save serbia

  - Gassed (Giftgasopfer: Der Verbandsplatz von Le Bac-de-Sud an der Straße Doullens-Arras, August 1918), 1918–19, Öl auf Leinwand, 2310 × 6111 cm, Imperial War Museum, London.
  - A Street in Arras (Eine Straße in Arras), 1918, Aquarell, 39 × 52 cm, Imperial War Museum, London.

- Wilhelm Sauter
  - Totentanz (1917–1918)
  - Grabenposten im Feuer (1928)
  - Essenholer (1931)
  - Im Laufgraben (1932)
  - Endlose Straße (1934)
  - Der gute Kamerad (1934)
  - Wassertrinker (1936)
  - Heldenschrein[1] (1936)
  - Die Badischen Grenadiere in der Schlacht bei Cambrai (1938)
  - Frontsoldat (1938)
  - Zwei Wege (1939)
  - Der ewige Musketier (1940)[2]
  - Serre (Somme) 1916 (um 1942), Öltempera
  - Verschüttet
  - Begegnung
  - Das Kreuz von Serre
  - Ums Morgengrauen
  - Der tote Kamerad
  - Melder
  - Endlose Straße

- Lino von Schaurath
  - Spendet Liebesgaben für unsere Truppen im Felde, 1914/15, Farblithografie

- Egon Schiele
  - Heinrich Wagner, Leutnant i.d. Reserve, 1917, schwarze Kreide und Deckfarben auf Papier, Heeresgeschichtliches Museum, Wien.
  - Russischer Kriegsgefangener, 1915, Bleistift und Gouache auf Papier, 44,9 × 31,4 cm, Albertina, Wien

- Karl Schmidt-Rottluff
  - Christus, 1918, Holzschnitt

- Wilhelm Schnarrenberger
  - Bekanntgabe des Kriegszustandes am 31. Juli 1914, Lithografie, Sammlung Gerhard Schneider/Bürgerstiftung Solingen

- Robert Schneider
  - Verdun-Zyklus, 2001/2, Kohle auf Karton, 150 × 102,5 cm (40 Zeichnungen aus dem Werkbereich „Jahrhundertreflexion“) Robert Schneider Verdun Nr. 38, Stahlhelm mit Einschussloch und Granatenhälfte, 2002

- Otto Schubert

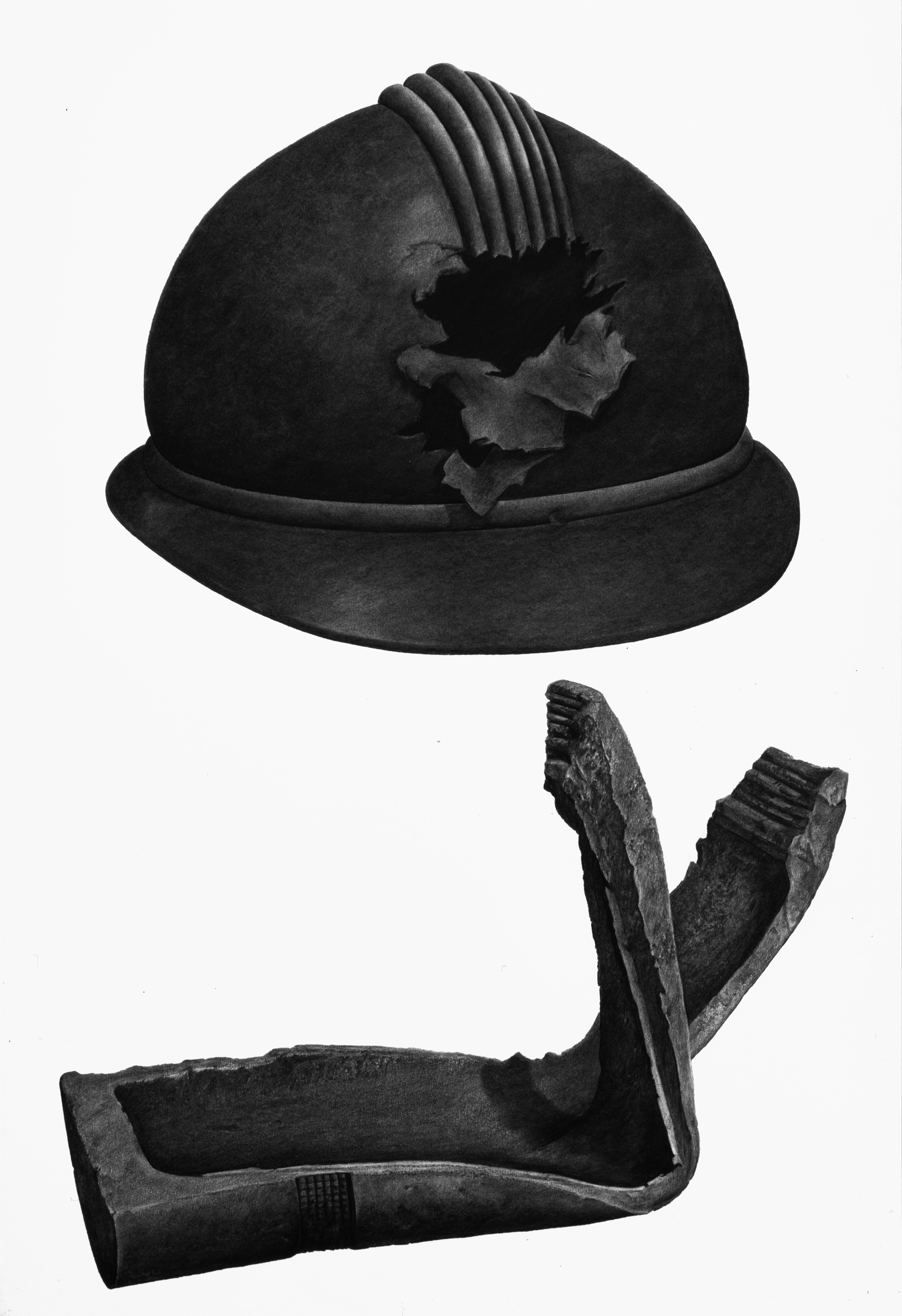
Robert Schneider Verdun Nr. 38, Stahlhelm mit Einschussloch und Granatenhälfte, 2002

  - Arocourt (Soldat mit Handgranate zwischen Stacheldraht), um 1916, Kohlezeichnung, Sammlung Gerhard Schneider
  - Das Leiden der Pferde im Krieg, 1917 (Mappe mit 12 Lithografien, u. a. Angst, Granatfeuer, Tot)

- Felix Schwormstädt
  - Stapellauf der „Hindenburg“, 1915, Öl auf Leinwand, Stadt Wilhelmshaven

- Paul Segieth
  - Kampfgelände vor Souville (Verdun), Bleistift auf Papier, 30 × 38,8 cm, 3. September 1916
  - Sperrfeuer bei Douaumont, Öl auf Leinwand, 92,5 × 125 cm, September 1916
  - Feuerabwehr feindlicher Gase beim Fort Douaumont, Tempera auf Papier, 26,7 × 37,3 cm, 1916
  - Posten vor einem Stolleneingang in der Combres-Höhe, 32,8 × 26,8 cm, 1916
  - Ein Stollen in der Combreshöhe, Tempera auf Papier, 32,4 26,4 cm, 1916
  - Straßenbau durch deutsche Landsturm-Truppen bei Kriwoschin, Tempera auf Papier, 26,6 × 37,2 cm, 1917

- Gino Severini
  - Synthèse plastique de l'idée Guerre (Plastische Synthese des Begriffs Krieg), 1915, 60 × 50 cm, Staatsgalerie Moderne Kunst, München/Augsburg.
  - Train blindé en action (Panzerzug in Aktion), 1915, Öl auf Leinwand, 115,8 × 88,5 cm, Museum of Modern Art, New York.
  - Canon en action (Kanonen in Aktion), 1915, Öl auf Leinwand, 50 × 60 cm, Museum Ludwig, Köln.
  - Le train-hopital (Der Lazarettzug), 1915, Öl auf Leinwand, 117 × 90 cm, Stedelijk Museum, Amsterdam.

- Max Slevogt
  - Schlachtfeld, Zeichnung auf Holz (geschnitten von R. Hoberg, aus dem Kalender, „Kunst und Leben“), 1916

- Stanley Spencer
  - Travoys Arriving with Wounded at a Dressing Station at Smol, Macedonia, September 1916(Verwundete in Smol, Makedonien, September 1916), 1919, Öl auf Leinwand, 183 × 218,5 cm, Imperial War Museum, London.
  - The Resurrection of the Soldiers (Auferstehung der Soldaten), 1928–29, Öl auf Leinwand, Sandham Memorial Chapel, Burghclere.

- Rudolf Stark (Flieger)
  - Luftkampf über Verdun, Öl auf Leinwand, 81 × 101 cm, 1916
  - Blick auf einem deutschen Jagdflugzeug im Luftkampf, Öl auf Karton,
  - Deutsche Flieger im Kampf gegen britische Tanks bei Foucaucourt, Öl auf Leinwand 80 × 100 cm, 23. August 1918

- Théophile-Alexandre Steinlen
  - Flüchtlinge, Lithographie, 38 × 58 cm, 1915
  - Save serbia

- Fritz Steisslinger
  - Soldat auf der Lauer, um 1915, Öl auf Papier
  - Studien aus dem Unterstand, 1917, Öl auf Leinwand
  - Studienblatt, 1917, Rötelzeichnung
  - Soldaten im Schützengraben, 1917, Rötelzeichnung

- Hans Stubenrauch
  - Vor Arras, Farbstift und Pastell, 41,5 × 32,8 cm, 1917

### T
- Leonard Campbell Taylor
  - Herculaneum Dock, Liverpool, 1919, Tusche und Aquarell auf Papier, 292 × 215 cm, Imperial War Museum, London.

- Eduard Thöny
  - Österreichische Artilleriekolonne bei Görz, Kohle auf Papier, 30 × 55 cm, Bayerisches Armeemuseum Ingolstadt
  - Tiroler Standschützen, Bayerisches Armeemuseum Ingolstadt
  - Rastende deutsche Infanterie, Öl auf Leinwand, 75,5 × 69 cm, Bayerisches Armeemuseum Ingolstadt

### U
- Curt Ullrich
  - Leichenbegräbnis des Fliegerhauptmanns Adolf Ritter von Tutschek in Marsous-Lâon, 17. März 1918, Bleistift auf Papier, 49,5 × 64,5 cm, Bayerisches Armeemuseum Ingolstadt

- Leon Underwood
  - Erecting a Camouflage Tree (Beim Errichten einer Baumattrappe), Öl auf Leinwand, 106 × 152 cm, Imperial War Museum, London.

- Otto Ubbelohde
  - Kriegsanleihe-Plakat, 1917, Lithografie
  - Illustration zur „Kriegsausgabe“ des Kalenders „Hessen-Kunst“ 1914
  - 1914, Lithografie 1914/15

### V
- Félix Vallotton

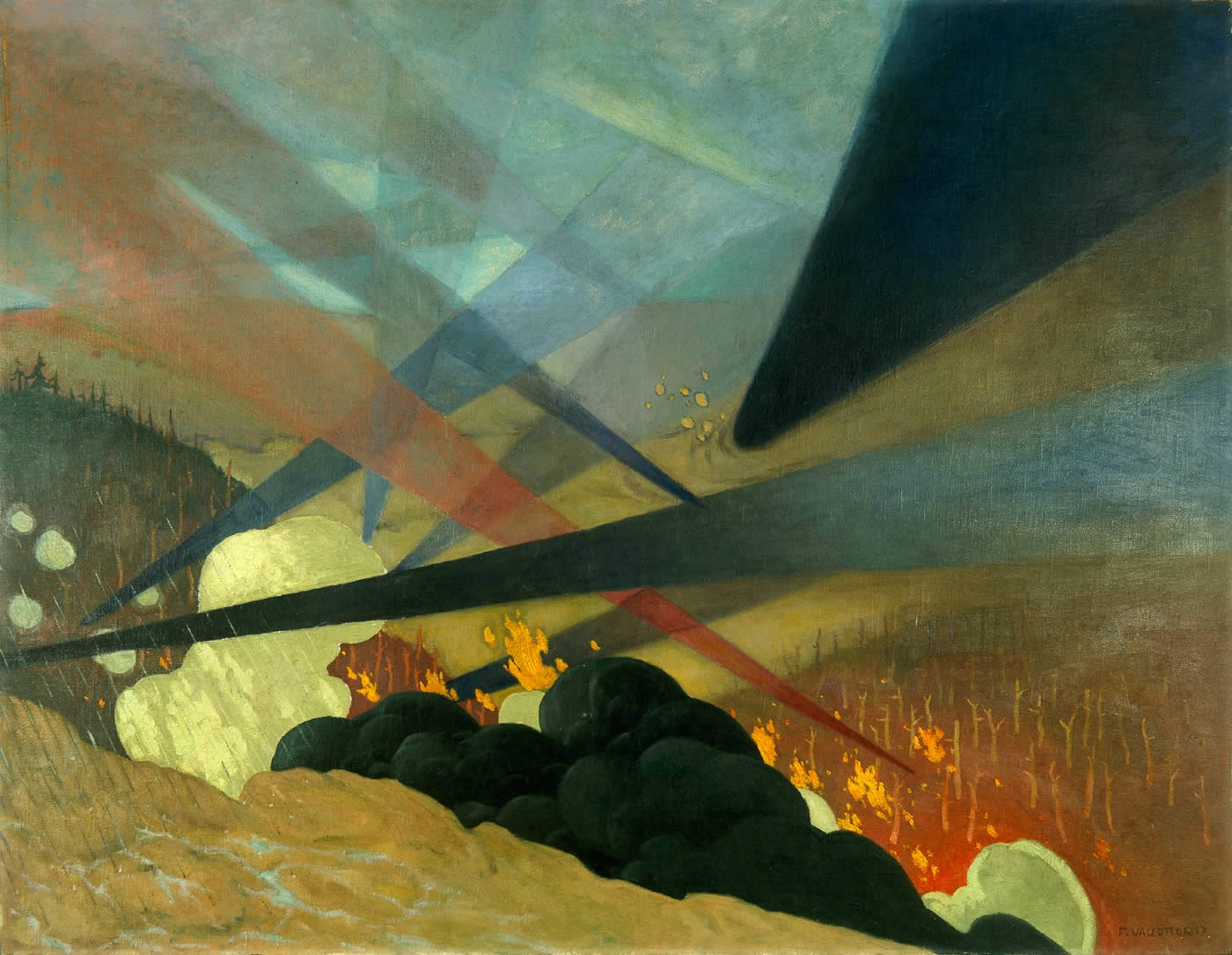
Félix Vallotton: Verdun, 1917

  - Dans l'ombre (Im Dunkeln), 1916, Xylographie auf Papier, 17,7 × 22,5 cm, Galerie Paul Vallotton, Lausanne.
  - Verdun, tableau de guerre interprété, projections colorées noires, bleues et rouges, terrains dévastés, nuées de gaz (Verdun, Interpretation des Krieges, schwarze, blaue und rote Projektionen, verwüstetes Gelände, Giftgasschwaden), 1917, Öl auf Leinwand, 114 × 146 cm, Musée de l’Armée, Paris.
  - Le Plateau de Bolante (Das Plateau von Bolante), 1917, Öl auf Leinwand, Musée d'histoire contemporaine - BDIC, Paris.
  - L'église de Souain en silhouette (Silhouette der Kirche von Souain), 1917, Öl auf Leinwand, 97 × 130 cm, National Gallery of Art, Washington.
  - Les barbelés (Stacheldraht), 1916, Xylographie, 25,2 × 33,5 cm, Galerie Paul Vallotton, Lausanne.
  - Le cimetière de Châlons-sur-Marne (Der Friedhof von Châlons-sur-Marne), 1917,  Öl auf Leinwand, 54 × 80 cm, Musée d'histoire contemporaine - BDIC, Paris.

- Jacques Villon
  - L'entonnoir en Champagne (Trichter in der Champagne), Tusche auf Papier, Musée d'histoire contemporaine - BDIC, Paris.

- Heinrich Vogeler

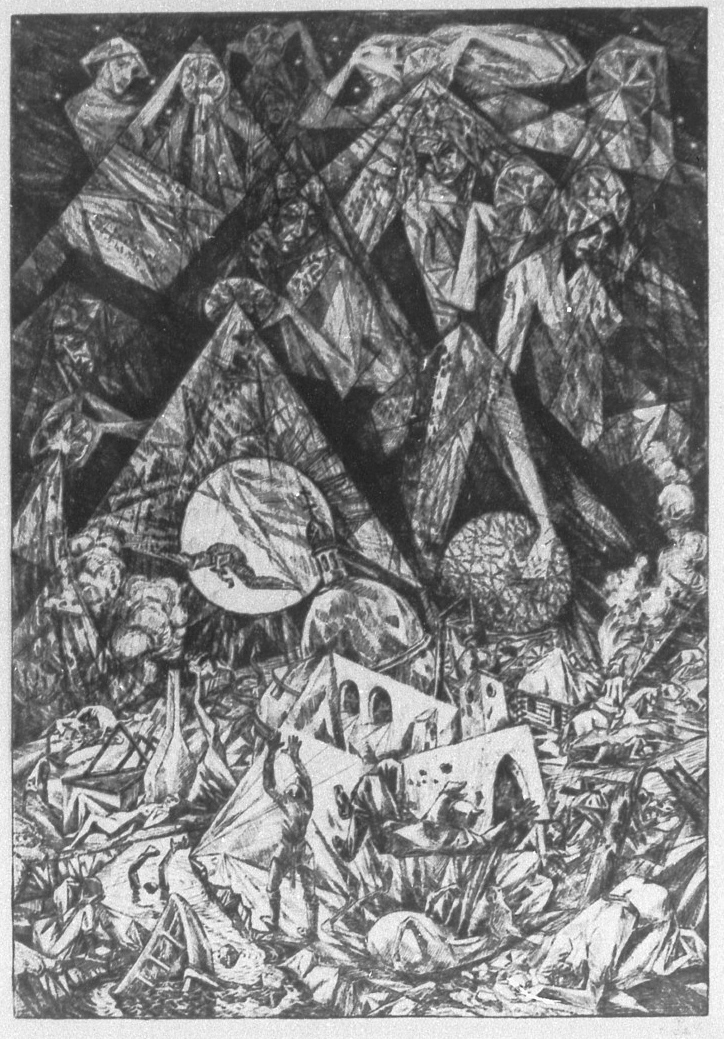
Heinrich Vogeler: Die Ausgießung der sieben Schalen des Zorns, Radierung, 1918

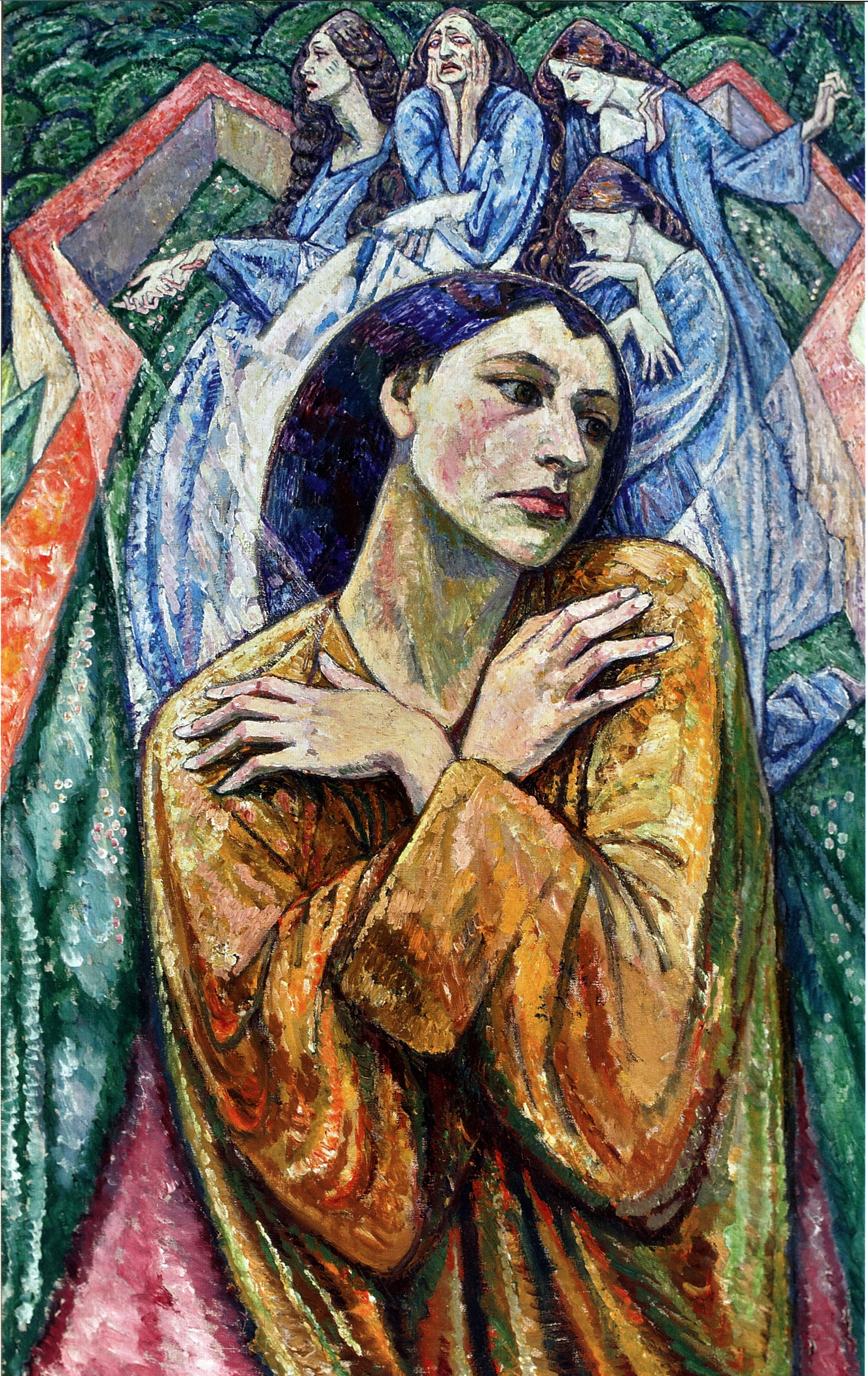
Heinrich Vogeler: Das Leiden der Frau im Kriege oder auch Trauernde Frauen, 1918

  - Mühle bei Kowel, 1915, Bleistift und Öl auf Karton
  - Junge Frau aus Galizien, 1915, Federzeichnung
  - Am Styr, um 1915, Öl auf Leinwand
  - Weinende Frauen, um 1915, Federzeichnung
  - Luck, 1915, Öl auf Karton, Kunststiftung Friederich Netzel, Worpswede
  - Geschütz in Stellung (Karpaten), 1915, Federzeichnung
  - Maschinengewehr der Schneeschuhkompanie, 1915, Federzeichnung
  - Artilleriebeobachtung in den Karpaten, vorn General von Gerok, 1915, Federzeichnung
  - Figurenstudien (Dolina), um 1915, Bleistift-/Farbstiftzeichnung
  - Gehöft bei Lissowo, um 1915
  - Wyszkow, um 1915, Bleistiftzeichnung
  - Bauer in den Rokitnosümpfen, Federzeichnung
  - Das Dorf Tailly, um 1916, Öl auf Karton
  - Dorfgespräche in Russland, um 1916, Öl auf Karton
  - Das Leiden im Kriege, 1916, Öl auf Leinwand, Kulturstiftung Landkreis Osterholz
  - Die Ausgießung der sieben Schalen des Zorns, Radierung, 1918
  - Das Leiden der Frau im Kriege oder auch Trauernde Frauen, 1918

- Edouard Vuillard
  - Interrogatoire d'un prisonnier (Verhör eines Gefangenen), 1917,  Leimfarbe auf Papier, auf Leinwand aufgezogen, 110 × 75 cm, Musée d'histoire contemporaine - BDIC, Paris.
  - Usine de fabrication d'armement à Lyon: La Forge (Eine Munitionsfabrik in Lyon: Die Schmiede), 1917, Tempera auf Leinwand, 75 × 154 cm, Musée d'art moderne, Troyes.

### W
- Edward Alexander Wadsworth
  - Dazzle-ships in Drydock at Liverpool (Getarnte Schiffe im Trockendock in Liverpool), 1919, Öl auf Leinwand, 304,8 × 243,8 cm, National Gallery of Canada, Ottawa.

- Evarist Adam Weber
  - Sturm, 1915, Holzschnitt, Sammlung Gerhard Schneider/Bürgerstiftung Solingen
  - Nach dem Sturm, 1915, Holzschnitt, Sammlung Gerhard Schneider/Bürgerstiftung Solingen
  - Volltreffer, Holzschnitt, Sammlung Gerhard Schneider/Bürgerstiftung Solingen

- Bernhard Winter
  - Sprung auf, marsch, marsch!, 1914, Öl auf Leinwand
  - Die Kriegssaat, 1915, Öl auf Leinwand

- Aloys Wach
  - Auftakt, um 1917, Radierung aus der Mappe Totentanz 1914
  - Die Granate, um 1917, Radierung aus der Mappe Totentanz 1914
  - Zusammenbruch, um 1917, Radierung aus der Mappe Totentanz 1914
  - Indier am Lagerfeuer, um 1917, Radierung aus der Mappe Totentanz 1914
  - Der Verführer, um 1917, Radierung aus der Mappe Totentanz 1914

- Albert Weisgerber
  - Klagender Jeremias vor den Ruinen, 1912, Öl auf Leinwand, Museum St. Ingbert, Albert Weisgerber Stiftung

- Georg Wolf
  - Laufgraben vor zerschossenen Häusern in Charonne, 1916, Aquarell, Kunsthandel Sabatier, Verden
  - Beobachtungsposten bei Chevreus, Öl auf Karton, Kunsthandel Sabatier, Verden
  - Soldat auf Wache an der Aisne, 1916, Öl auf Karton, Kunsthandel Sabatier, Verden
  - Sechsergespann-Nachschubwagen im Granatfeuer, 1916, Aquarell, Kunsthandel Sabatier, Verden
  - Verwundetes Pferd nach dem Maurenangriff, um 1916, Aquarell, Kunsthandel Sabatier, Verden

### Z
- Ossip Zadkine

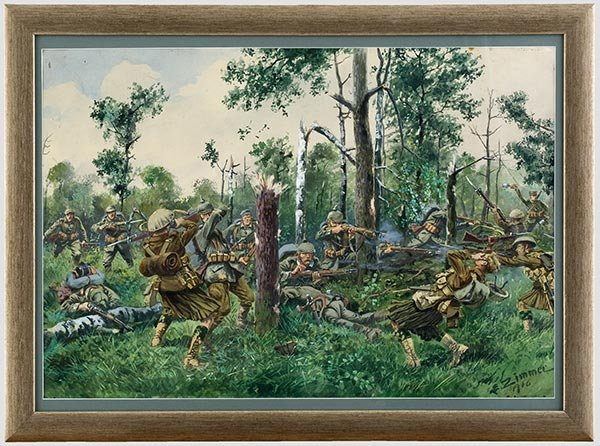
Ernst Zimmer: Spähtruppengefecht

  - Loude, 1916, Tusche und Aquarell auf Papier, 26 × 33,5 cm, Musée d'histoire contemporaine - BDIC, Paris.
  - Ambulance russe  (Russischer Krankenwagen), 1917, Kohle auf Papier, 25,5 × 33 cm, Musée d'histoire contemporaine - BDIC, Paris.

- Heinrich Zille
  - Kartoffelstehen (aus: Der Bildermann), 1916
  - Das Eiserne Kreuz

- Ernst Zimmer (Kriegsmaler)
  - Transport verwundeter Soldaten, Tempera auf Papier, 16,1 × 23,5 cm, Bayerisches Armeemuseum Ingolstadt
  - Der Kaiser verleiht den Helden von Nowo-Georgiewsk das Eiserne Kreuz
  - Spähtruppengefecht